# Brixia (archeologia)
Brixia (l'odierna Brescia in Lombardia) fu fondata dai Galli Cenomani nel VII secolo a.C. Successivamente, a cavallo tra III e II secolo a.C., subì un progressivo processo di colonizzazione da parte della Repubblica romana, giungendo nell'89 a.C. a ottenere lo stato di municipium di diritto latino, nel 49 a.C. la cittadinanza romana per i suoi abitanti e, nel 27 a.C., lo stato di colonia romana.

## Toponimo
Il nome latino Brixia (e anche la variante greca Vrixia, "Βρηξία") è ben documentato in epoca classica (Catullo, Livio, Plinio il Vecchio, Strabone, Tacito ed altri). Viene fatto solitamente risalire al termine celtico *brik/*brig (sommità, colle, altura) con vari riscontri in altre aree di influenza celtica (Bressa in Gallia, Brexa in Spagna, Bressanone in Italia).

## Storia

### Origine
La zona dove sorse la città romana era frequentata fin dall'età del Bronzo (III millennio).
Tra le leggendarie origini vi è chi fa risalire le origini di Brescia ad Ercole, ipotizzate già in età medievale. Vi è invece chi ne fa risalire la fondazione a Troe. La storiografia moderna appoggia quella per la quale il re dei Liguri Cidno, nella tarda età del bronzo, invase la pianura Padana e, giunto presso il colle Cidneo al centro dell'attuale Brescia, ne fortificò la cima, nel punto in cui dalla prima età medievale sorge il castello. Altri ancora sostengono che i primi abitanti del territorio bresciano furono gli Etruschi, che si stanziarono dunque nella pianura cispadana.
L'evento di maggior importanza per la storia bresciana fu però l'invasione dei Galli Cenomani (IV secolo a.C.), i quali, con l'ausilio degli Insubri, a loro volta stanziatisi in quella che oggi è la Lombardia occidentale, s'insediarono nella regione compresa tra l'Adige e l'Adda, facendo della futura Brixia la loro capitale.
Sobillate da Annibale, Asdrubale e Magone, intorno al 202 a.C. le tribù celtiche della Pianura Padana crearono una confederazione contro i Romani. Questa confederazione mosse guerra contro gli stanziamenti Romani nella pianura cis-padana; i Cenomani però, appena prima della battaglia, si allearono nuovamente e segretamente con i Romani (con i quali avevano già combattuto nel 225 a.C. le altre tribù galliche e nel 218 a.C. i Cartaginesi al Trebbia) ed il giorno seguente attaccarono alle spalle gli Insubri, provocandone la totale disfatta. Pochi anni più tardi, unirono le loro armi con quelle degli Insubri e, dopo essere stati sconfitti da parte del console Gaio Cornelio Cetego (197 a.C.), presentarono la loro sottomissione, continuando ad essere fedeli alleati dei Romani. Questa battaglia dunque diede inizio all'età romana.

### Periodo romano-repubblicano (89-31 a.C.)
Dal 196 a.C. hanno inizio per Brescia prolifici rapporti con Roma, benché comunque la città mai fu soggetta ad una vera e propria occupazione, quanto piuttosto ad una sorta di alleanza. Questa stessa alleanza permise infatti a Brescia, nell'90 a.C., grazie alla lex Iulia de civitate (che conferiva la pienezza del diritto romano, assegnandola alla tribù Fabia) di diventare a tutti gli effetti un municipium, ottenendo così il diritto latino. Ciò fu possibile anche e soprattutto per aver aiutato i Romani, insieme a Veneti, Galli e Liguri, a sconfiggere i socii Italici. Nel 49 a.C., allo scoppio della guerra civile, Aulo Gabinio fu richiamato da Cesare e gli fu affidato il comando delle operazioni nell'Illirico. Brixia divenne così parte del territorio romano ed ai suoi abitanti venne data la cittadinanza romana. Non a caso sappiamo del passaggio della legio X Veneria dalla città in questo periodo.
In epoca repubblicana il mondo "cenomane" godette di grande autonomia, poté auto-amministrarsi, battere moneta propria, mantenere una propria "cultura", ma con l'acquisizione della cittadinanza romana scomparve la dicitura "Cenomani" in favore di quella di "Brixiani".

#### Archeologia di Brixia repubblicana
L'ampia terrazza che si estende tra il colle Cidneo ed il decumanus maximus cittadino, fu da sempre la sede religiosa della città. Qui a partire dal II secolo a.C. fu costruito un primo santuario per suggellare l'alleanza tra Romani e Galli Cenomani, che venne demolito quando Brixia divenne municipium di diritto latino nell'89 a.C. Fu quindi ricostruito in epoca sillana (in quattro celle, dipinte con affreschi del secondo stile pompeiano, con colonne di tipo corinzio) e scoperto nel 1956 (e scavato fino al 1961) sotto l'attuale pronao del Capitolium (di epoca flavia). Misurava 8,30 metri di larghezza e 10 di lunghezza totali, mentre le celle si ergevano su un podio alto 2 metri.

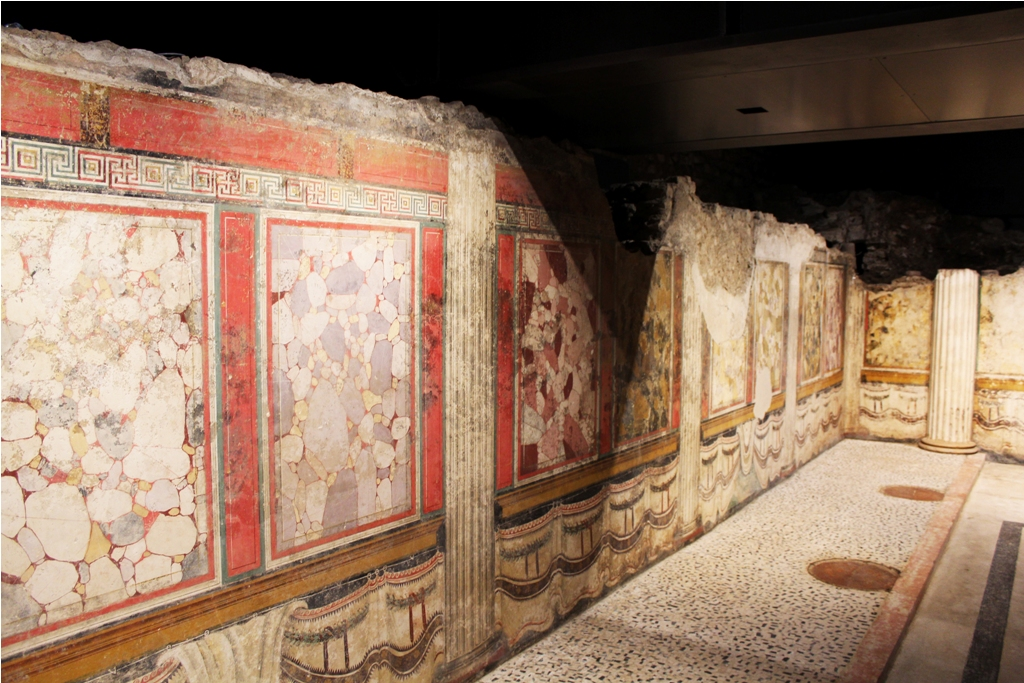
Pareti affrescate della quarta cella del santuario repubblicano.
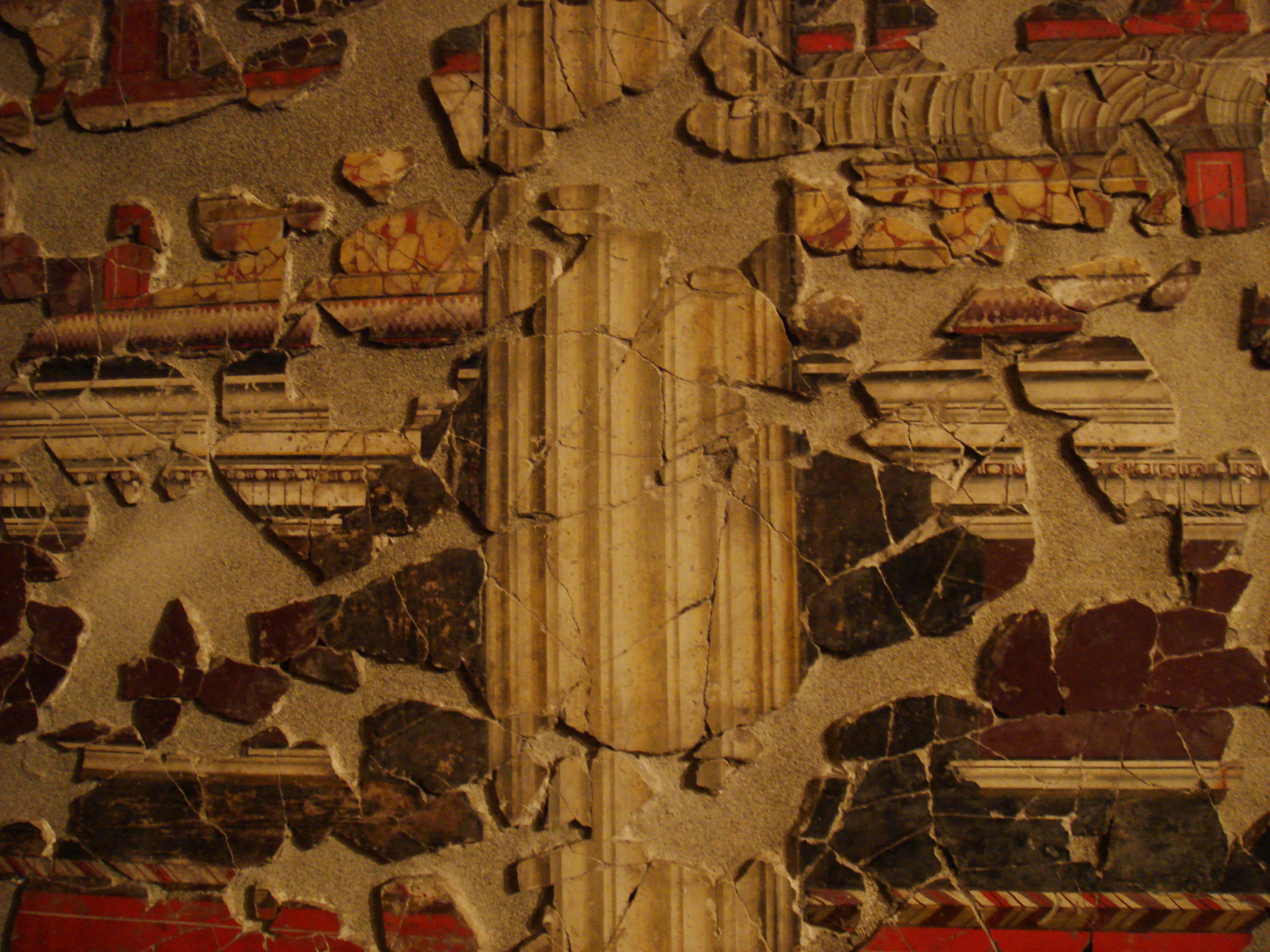
Affresco proveniente dal santuario repubblicano (1).
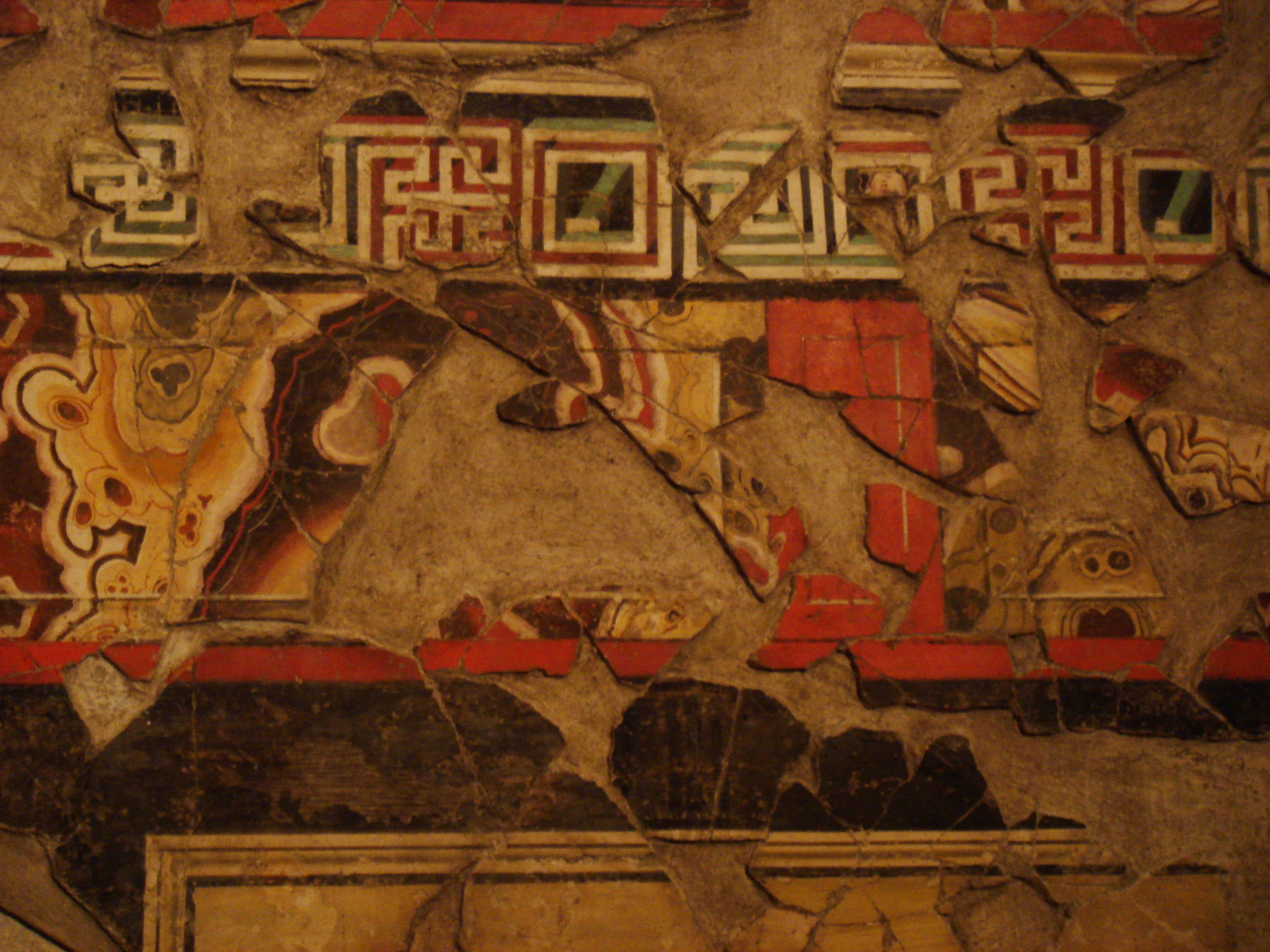
Affresco proveniente dal santuario repubblicano (2).
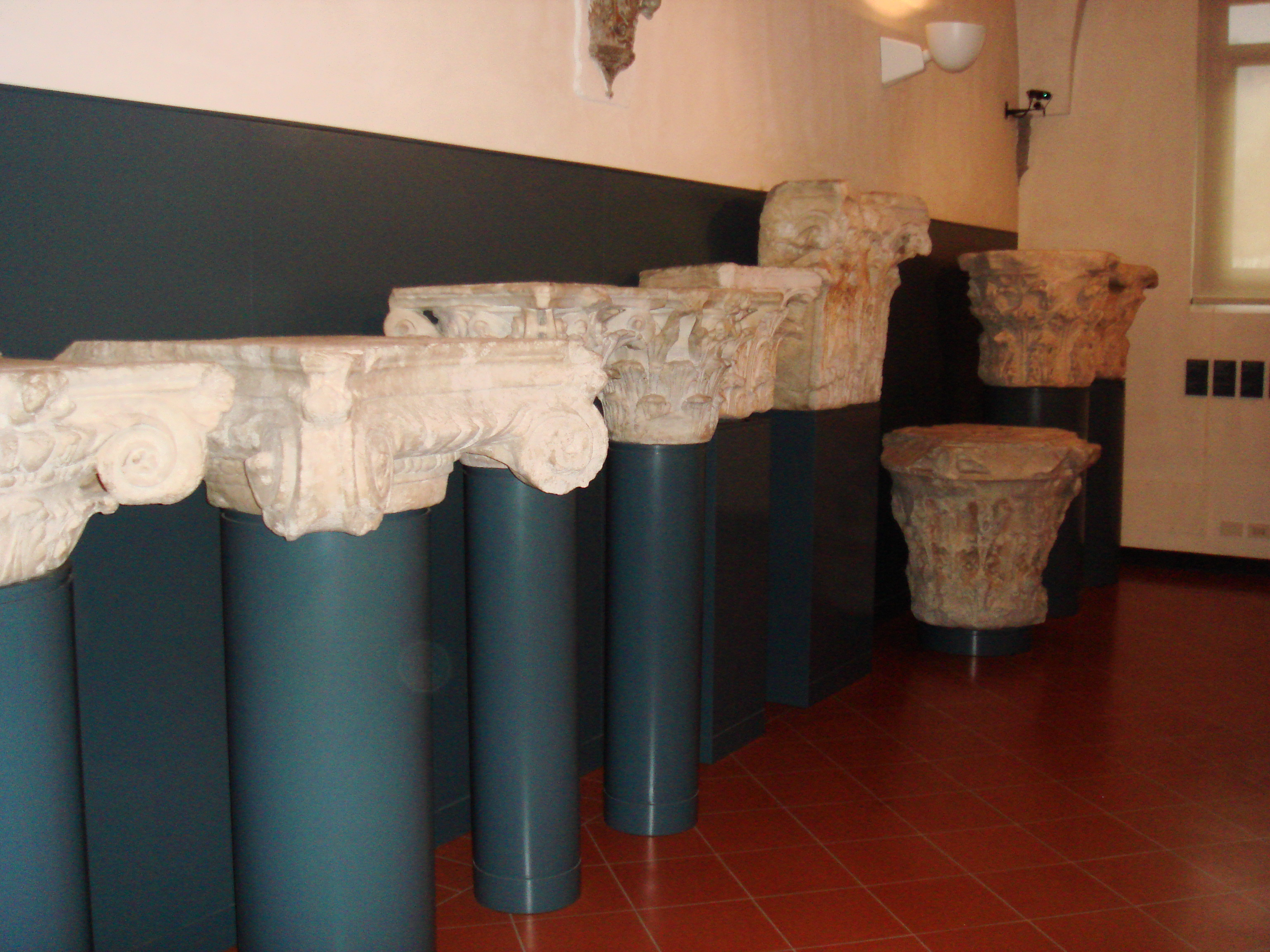
Serie di capitelli del santuario repubblicano e del successivo tempio capitolino.

### Periodo romano alto-imperiale (30 a.C.-285 d.C.)
La Brixia romana di età augustea divenne colonia romana nel 27 a.C. con il nome di Colonia civica Augusta Brixia. Divenne, inoltre, un importante centro religioso, inserito amministrativamente nella Regio X Venetia et Histria. Un altro aspetto da considerare è la condizione economica Bresciana durante l'epoca imperiale. Se da un lato vi fu un forte sviluppo economico, dall'altro la povertà di certe popolazioni rurali spinse un gran numero di bresciani ad arruolarsi nelle legioni; in particolare molti bresciani vennero arruolati nella Legio VI Ferrata. 
In epoca romana il territorio di
Brescia era attraversato da un'importante strada romana, ovvero la via Gallica, che collegava i maggiori municipia della Pianura Padana iniziando a Gradum (Grado) e terminando a Augusta Taurinorum (Torino). 
Brixia era uno dei due terminali della via Mediolanum-Brixia, che la collegava a Mediolanum (l'odierna Milano) passando anche da Cassianum (Cassano d'Adda), e della via Brixiana, strada romana consolare che metteva in comunicazione il porto fluviale di Cremona (lat. Cremona), che si trovava lungo il fiume Po (lat. Padus), con Brescia (lat. Brixia), da cui passavano diverse strade romane che si diramavano verso l'intera Gallia Cisalpina (lat. Gallia Cisalpina).

#### Archeologia di Brixia alto imperiale
La Brescia romana acquisì l'assetto urbanistico definitivo, ancora visibile nel periodo tardo-antico, sotto gli Imperatori Augusto e Tiberio, che la dotarono di un paio di acquedotti, poderose mura, un impianto viario ortogonale attorno ai due maggiori assi (cardo maximus e decumanus maximus) ed una prima serie di imponenti edifici pubblici (sviluppati soprattutto a partire da Vespasiano). Sappiamo inoltre che sempre in questo periodo fu eretto un grande tempio, che sorgeva dove attualmente si trova l'imponente fortezza medievale (sul colle Cidneo, santuario della città antica), le cui dimensioni dovevano corrispondere all'odierno mastio visconteo.
Il Capitolium, tempio romano posizionato nella parte nord del foro romano della città, insieme al vicino teatro, costituiva il più importante complesso cittadino edificato nel I secolo in epoca imperiale. Il tempio fu innalzato, sopra il precedente santuario repubblicano, per ordine di Vespasiano tra il 73 e il 74. La sua "paternità" è confermata dalla scritta originale riportata sul frontone: IMP CAESAR VESPASIANUS AUGUSTUS, PONT MAX, TR POTEST IIII, IMP X, P(ater) P(atriae) COS IIII / CENSOR. Esso fu realizzato sopra un precedente tempio repubblicano e la sua edificazione si deve alla vittoria dell'Imperatore sul generale Vitellio, nella pianura tra Goito e Cremona. Qui potrebbe essere stata collocata la statua bronzea della Vittoria alata, uno dei reperti antichi meglio conservati (oggi nel Museo di Santa Giulia di Brescia). L'opera, rinvenuta nel 1826 assieme ad altri manufatti bronzei, era creduta essere un'opera interamente del I secolo; in base agli studi più recenti la statua è stata riconosciuta come un "pastiche" antica, creata sotto l'imperatore Vespasiano, unendo ad un originale ellenistico del III secolo a.C. (una Afrodite che si specchia nello scudo di Ares), un paio d'ali, in modo da farne una "Vittoria che scrive sullo scudo il nome del vincitore". A questo scopo fu anche sostituito il braccio destro per mutarne la posizione. La basilica, posizionata lungo il lato meridionale del foro, fu ricostruita in epoca flavia su una precedente struttura di epoca augustea. Era di dimensioni ragguardevoli (47 metri di lunghezza X 19 di larghezza) e serviva ad amministrare la giustizia ed a regolare il commercio della zona.
Il teatro fu costruito in epoca flavia, come il vicino Capitolium (al quale era collegato mediante un porticato), e rimaneggiato durante il principato di Settimio Severo, nel III secolo. E sempre al periodo alto-Imperiale apparterrebbero alcune delle domus dell'Ortaglia, rinvenute negli orti (ortaglia) del monastero di Santa Giulia. Facevano parte della zona residenziale alle pendici terrazzate del colle Cidneo, racchiusa tra l'area monumentale romana, comprendente il foro e il Tempio Capitolino, e le mura romane.
E sempre all'epoca flavia appartengono le terme romane pubbliche rinvenute sotto palazzo Martinengo. Della struttura rimane parte di una vasca monumentale (caldarium), dove il pavimento è coperto da uno strato di cocciopesto, mentre le pareti erano ricoperte da marmi multicolori, dei quali si conservano numerosi frammenti. L'impianto termale doveva essere ancora attivo in età tardoantica.
Capitolium, foro e basilica

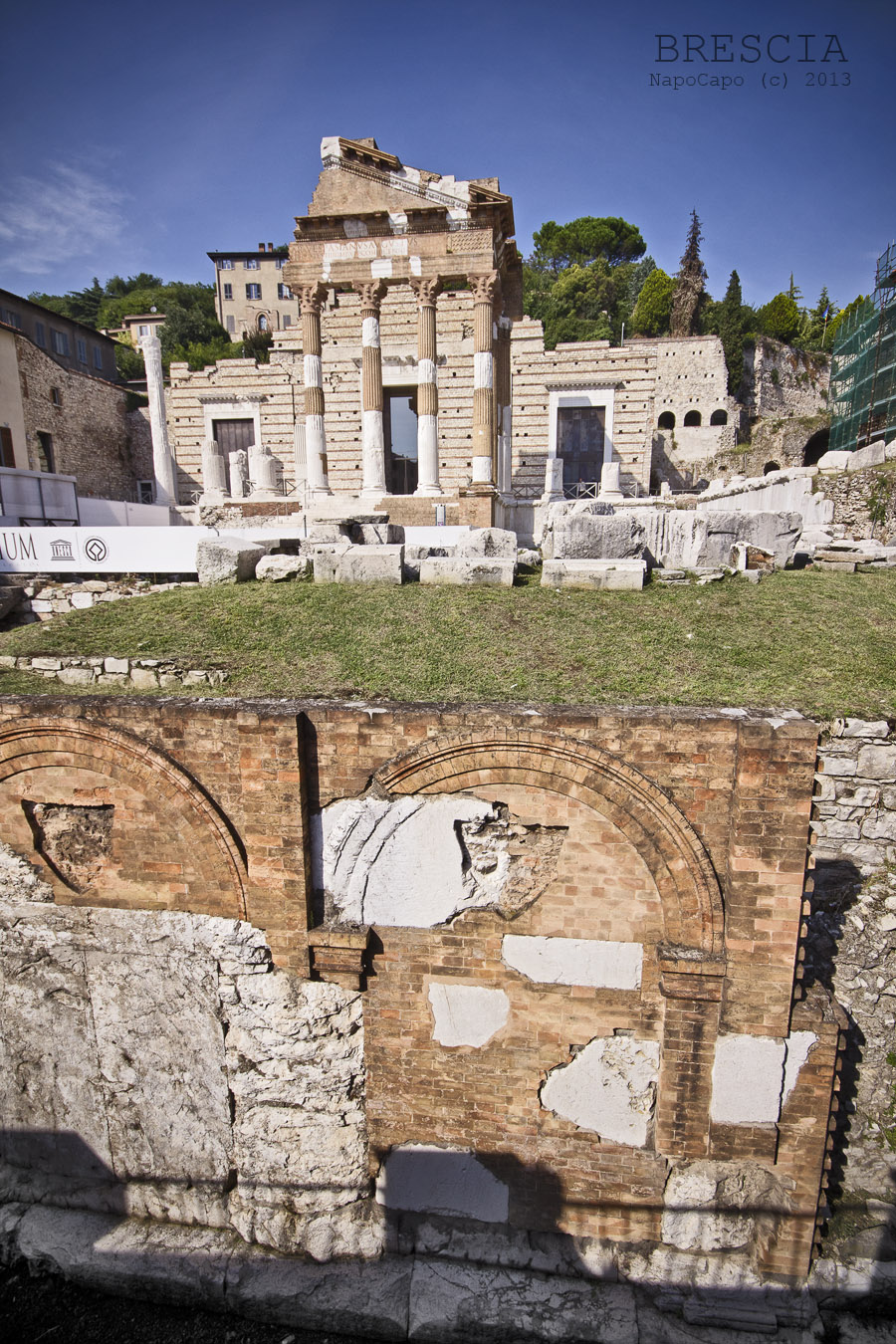
Foro romano (1) - visione d'insieme
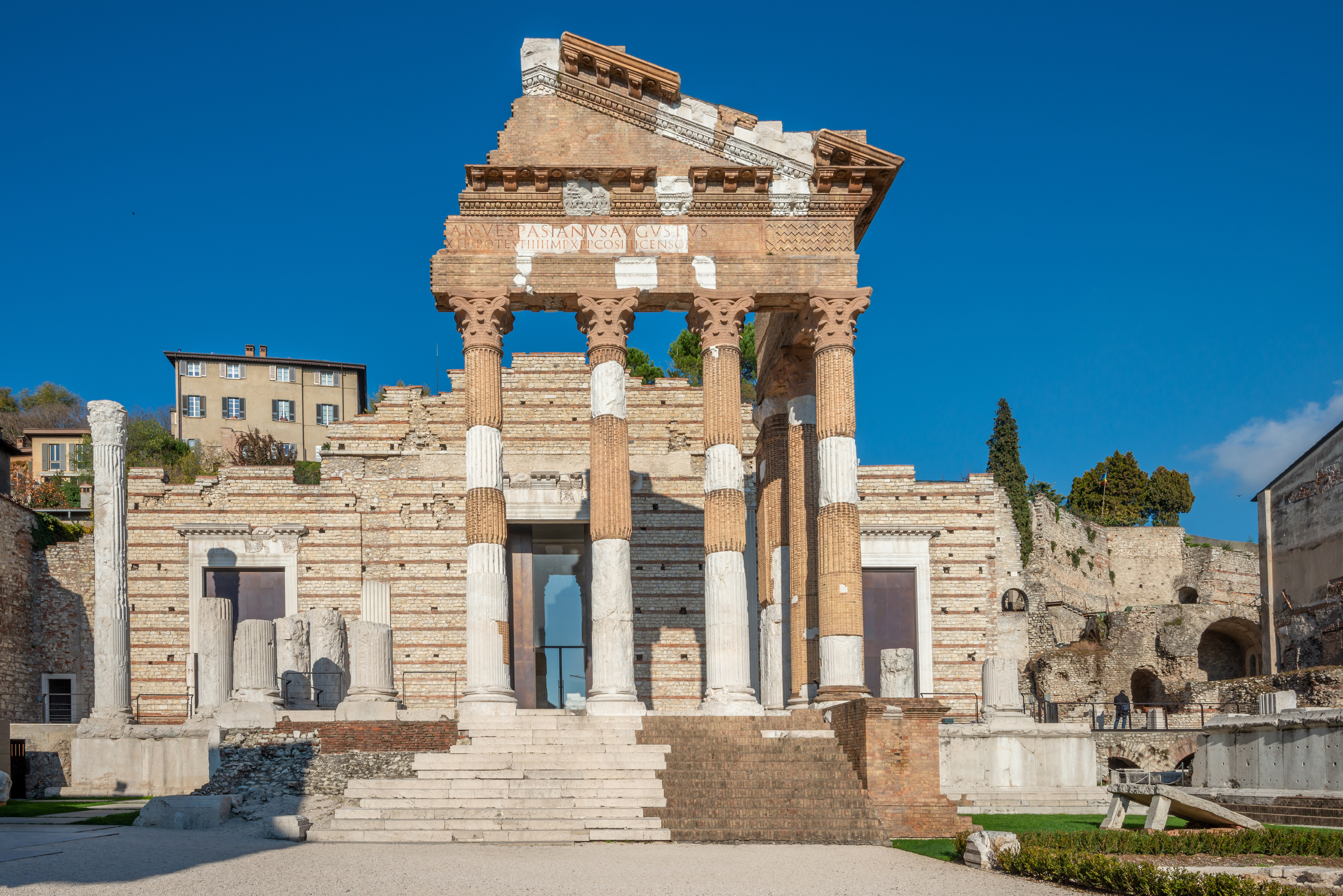
Foro romano (2) - Particolare del Capitolium
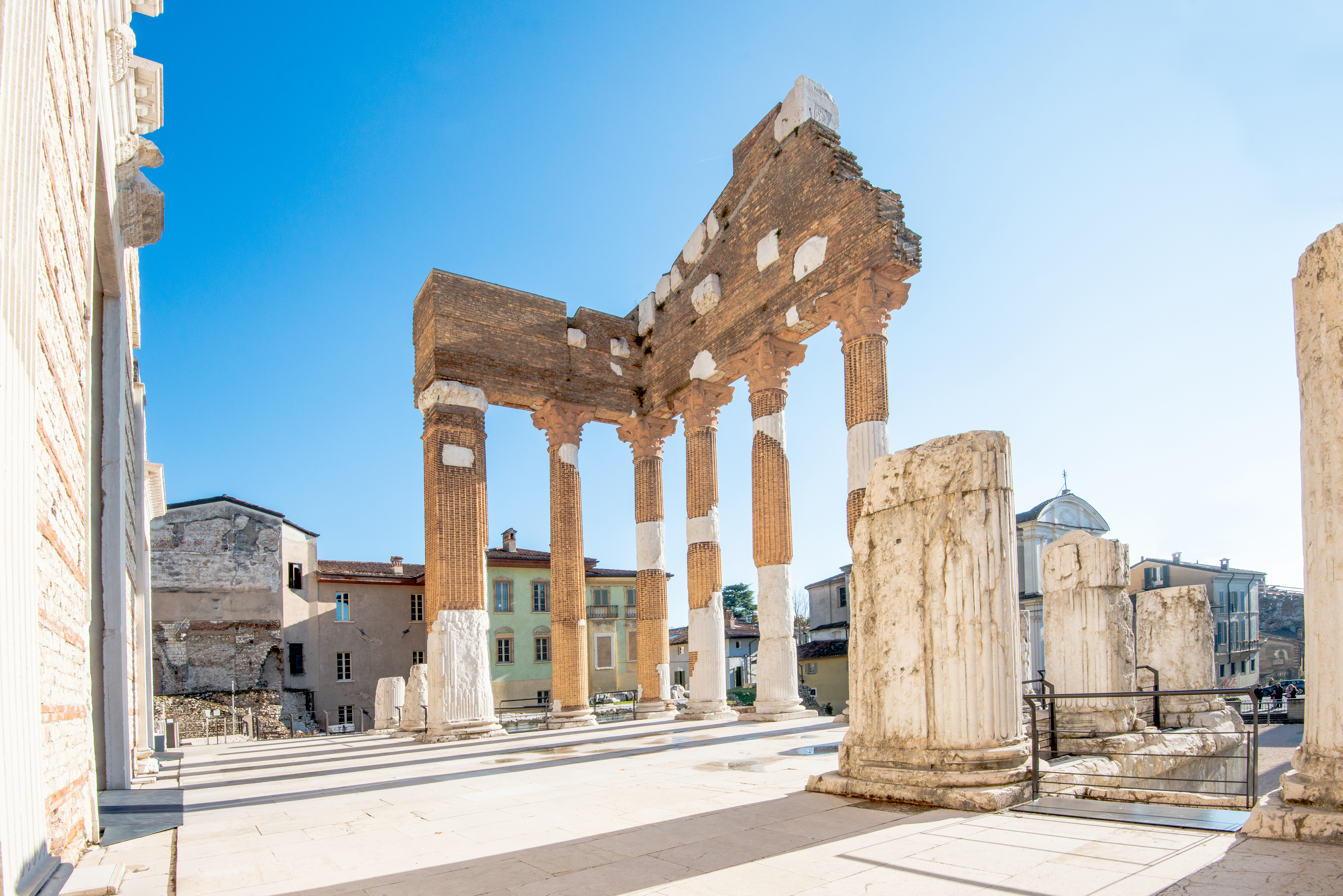
Capitolium (3) - visione suggestiva del Capitolium
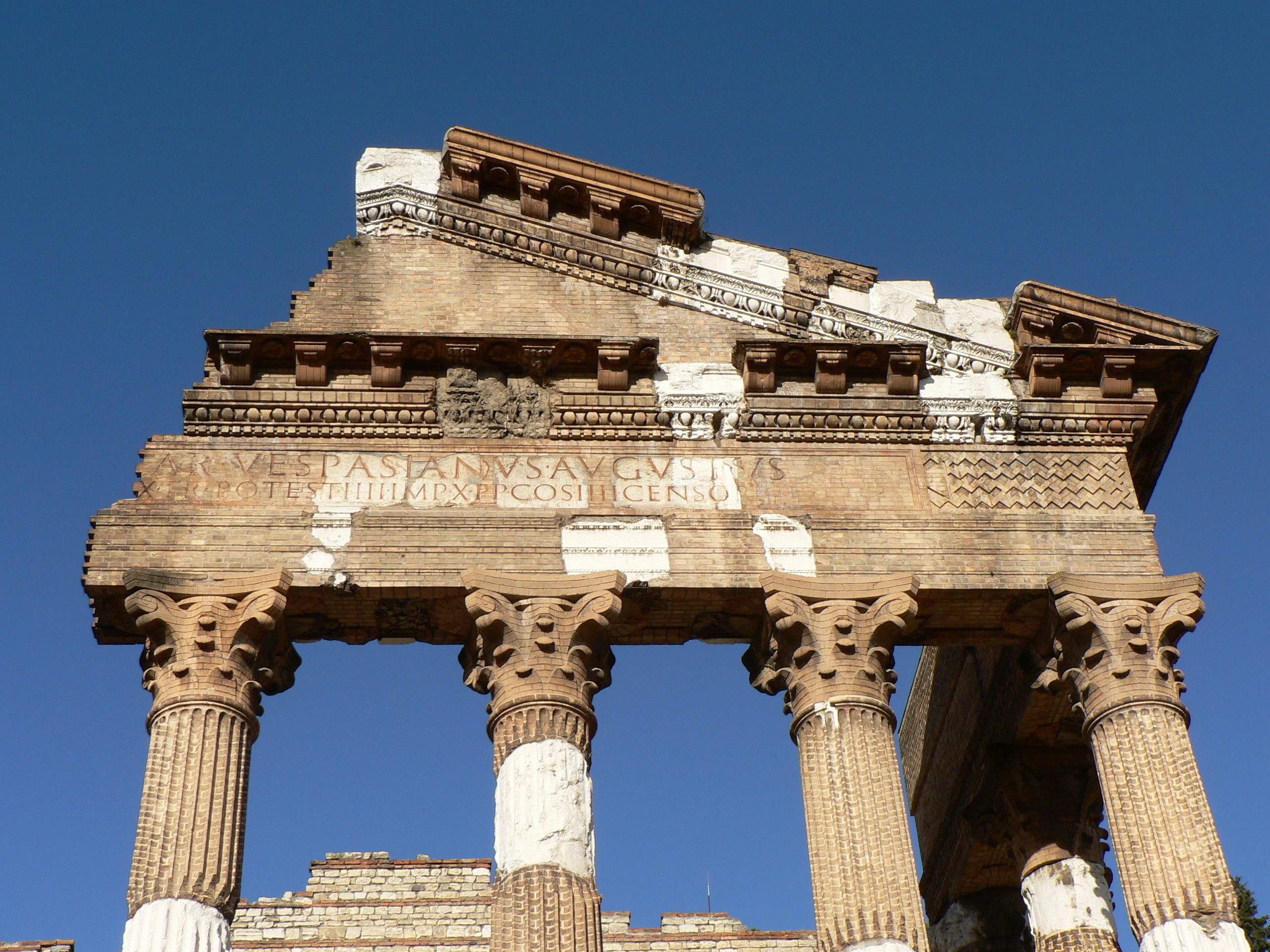
Iscrizione sul tempio di Giove Capitolino (4)
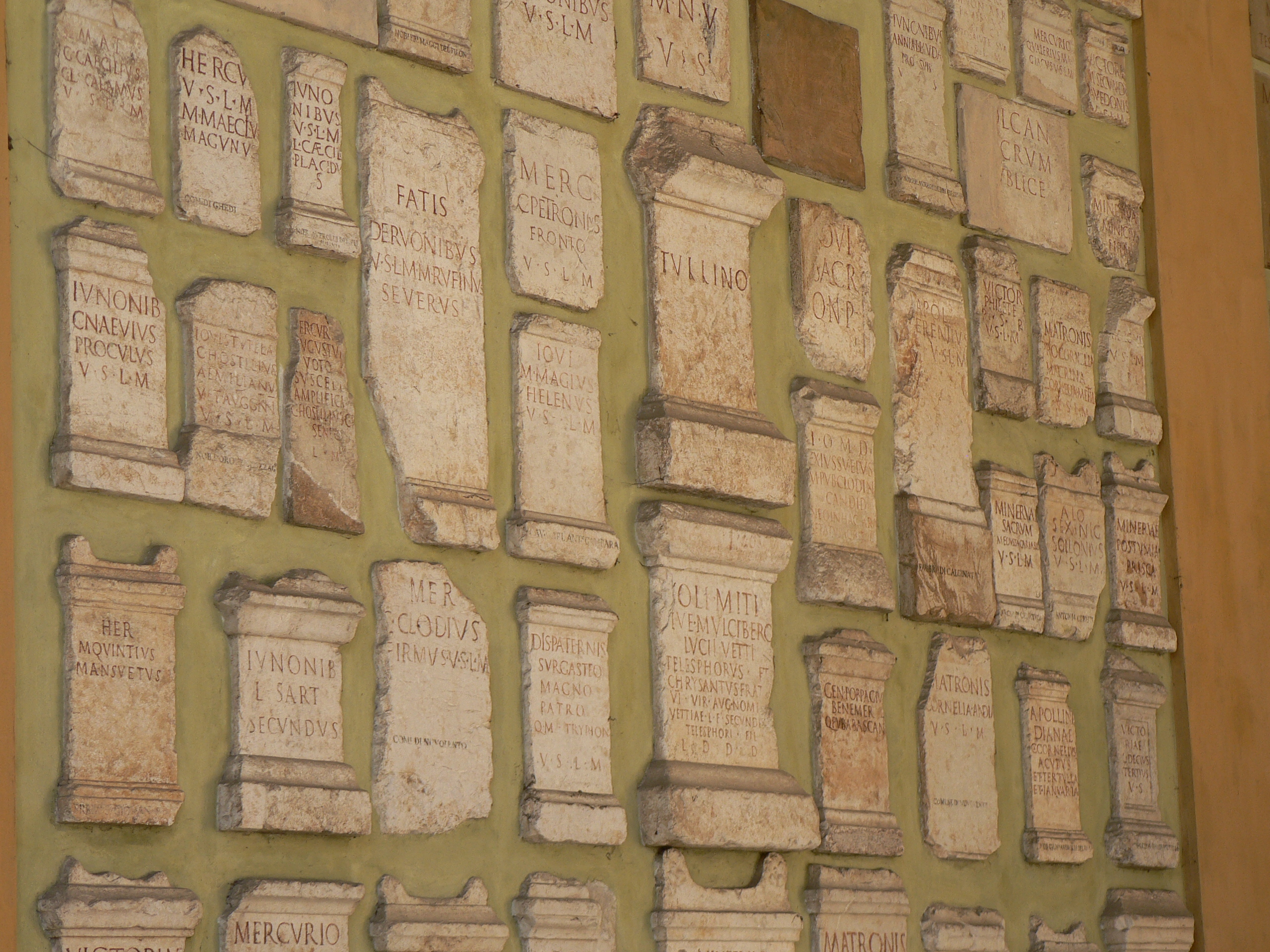
Tempio Capitolino (5) - Museo lapidario
Foro romano (1) - particolare delle rovine
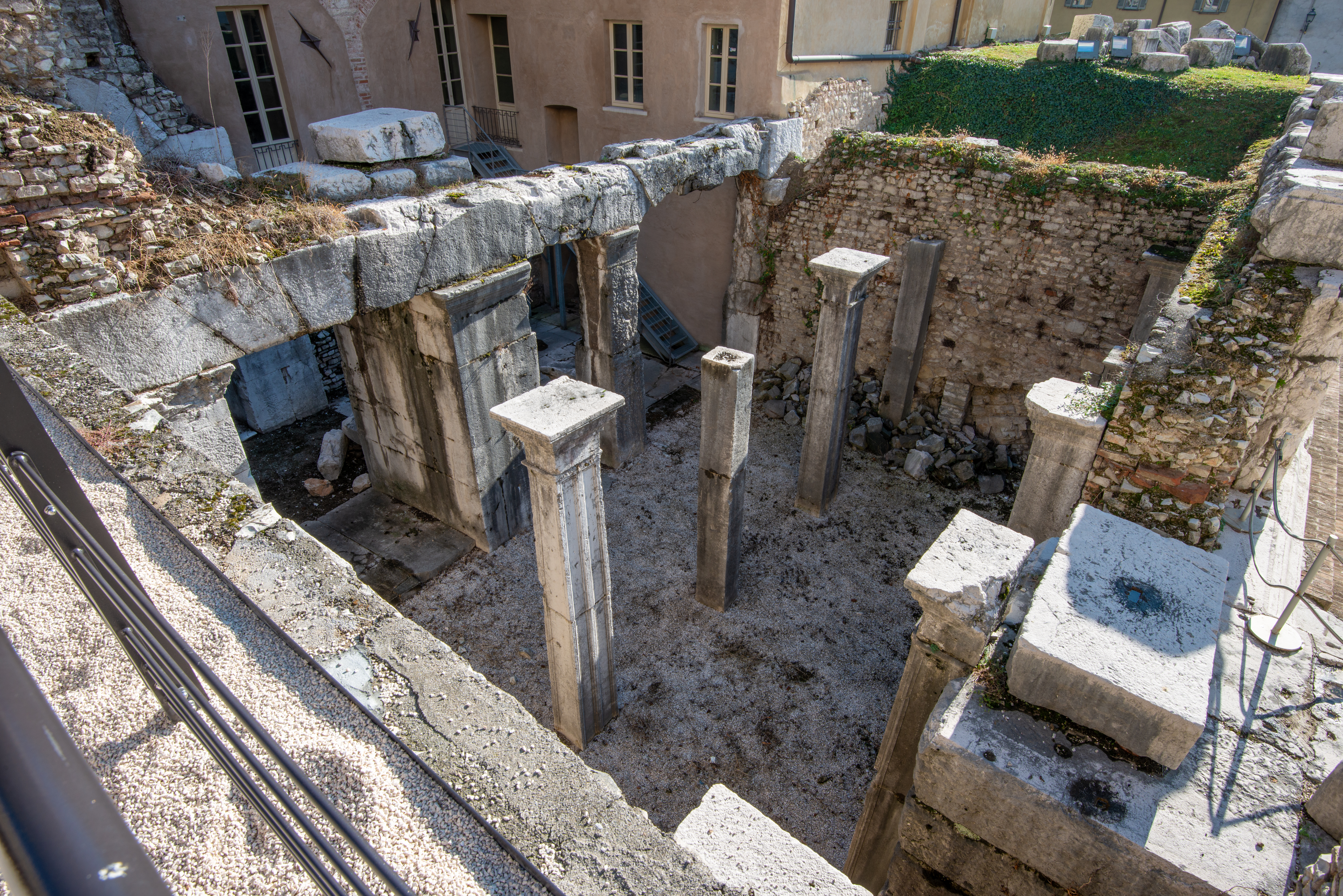
Particolare di alcune rovine del foro romano (2)
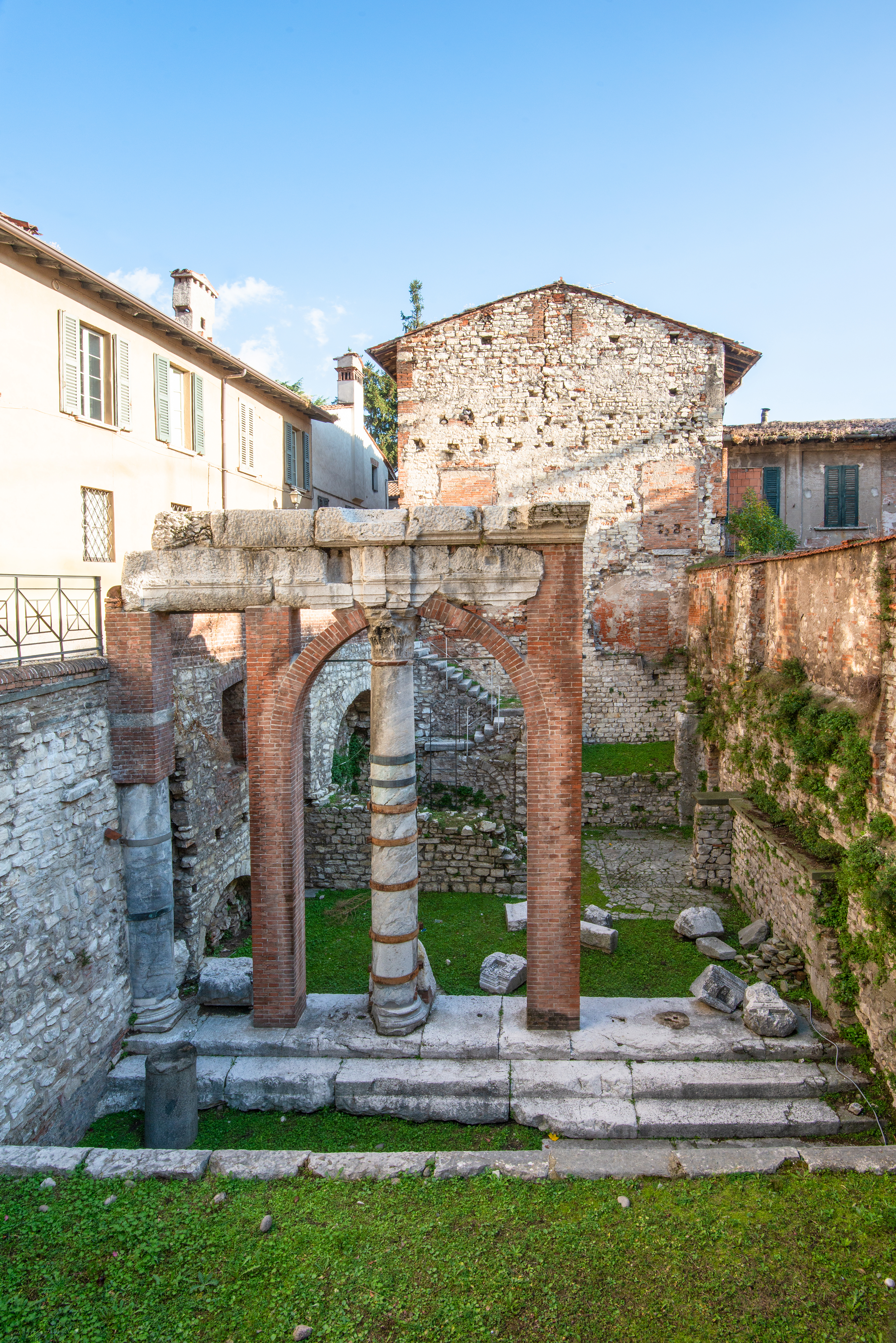
Portico del foro romano (3)
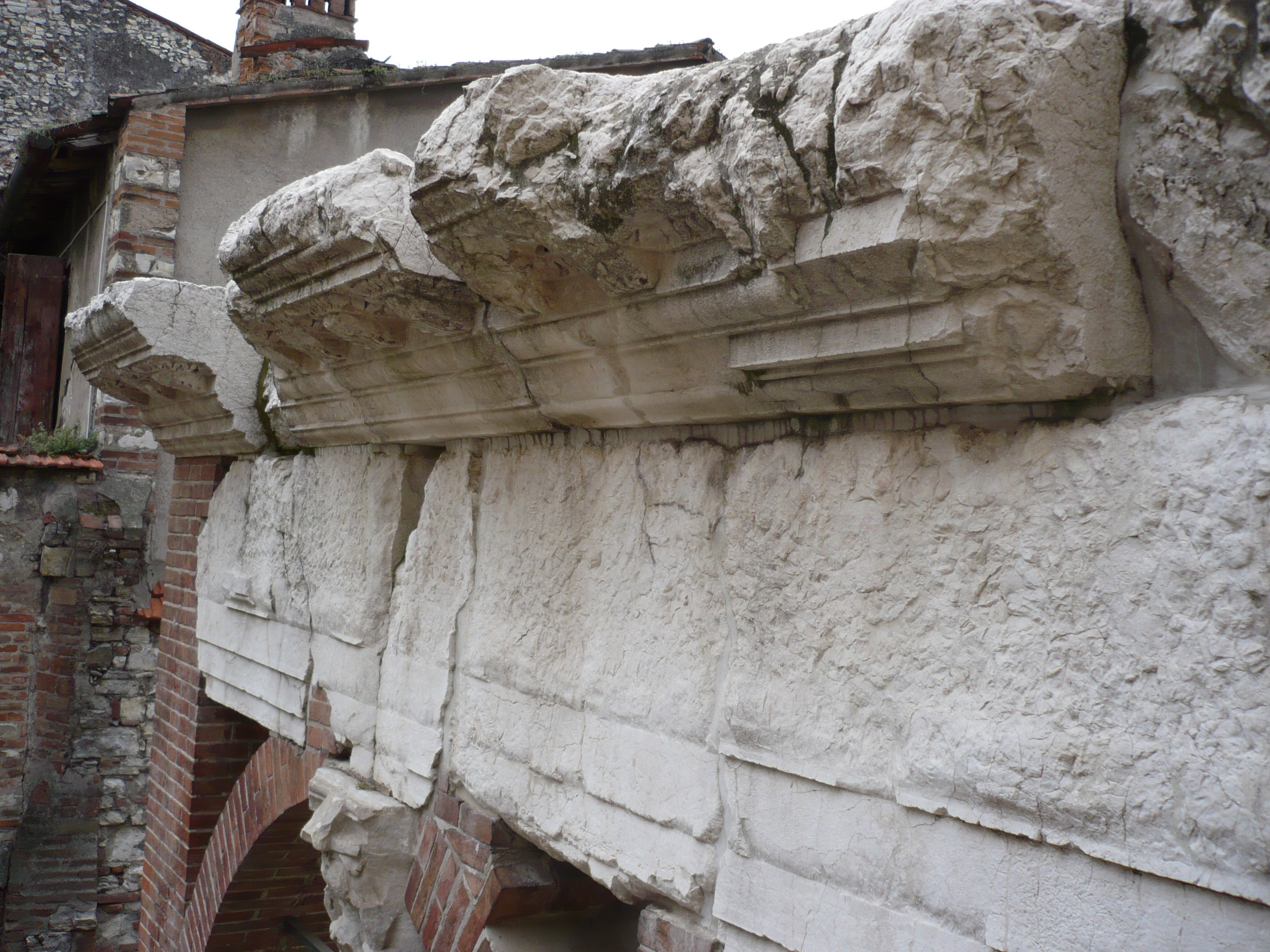
Portico del foro romano (4)
Resti della basilica romana in piazzetta Giovanni Labus (1)
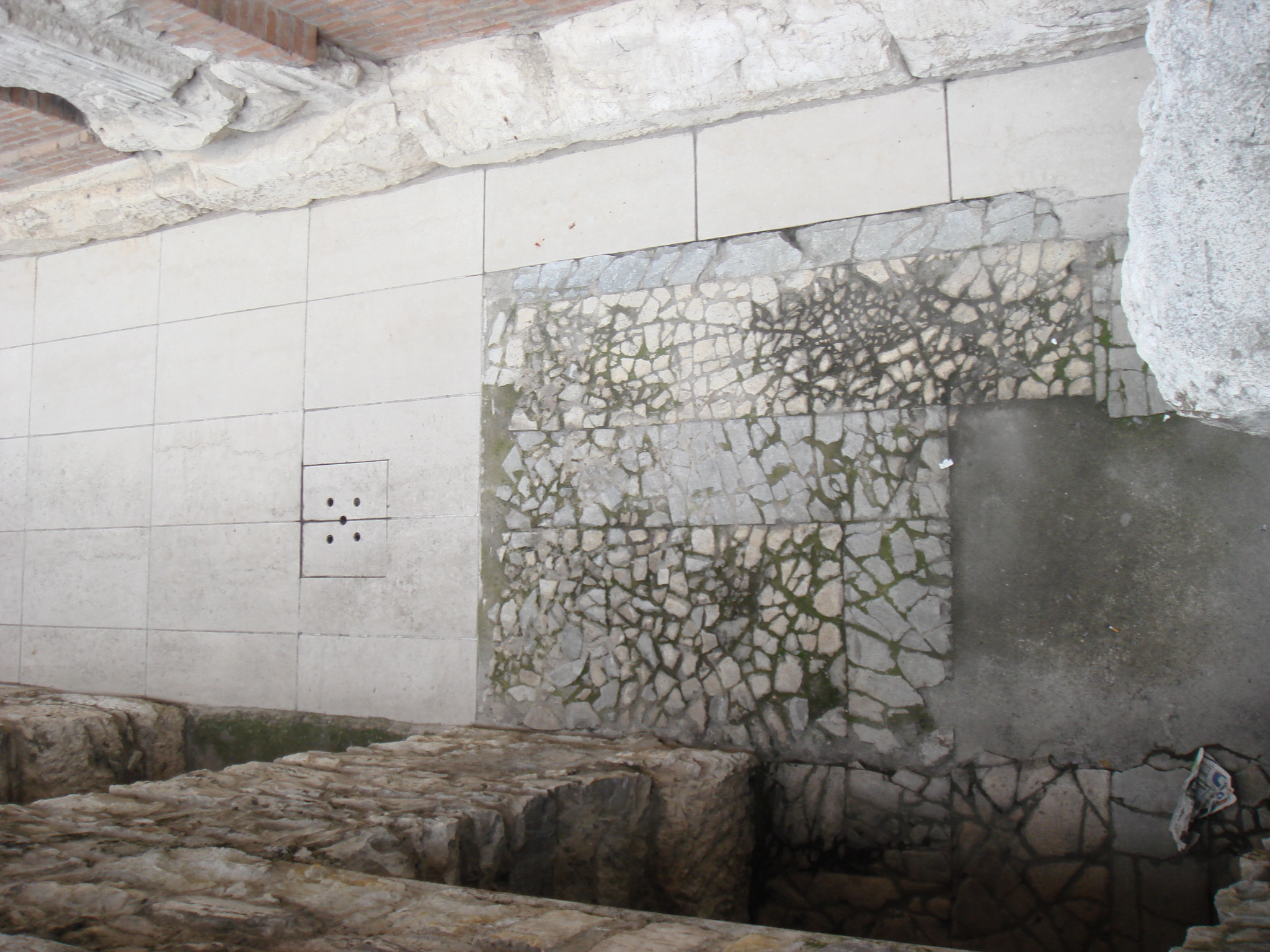
Base della basilica romana (2) - resti inglobati in un edificio del XVII secolo che oggi ospita la Soprintendenza per i beni archeologici, con alla base una strada romana.
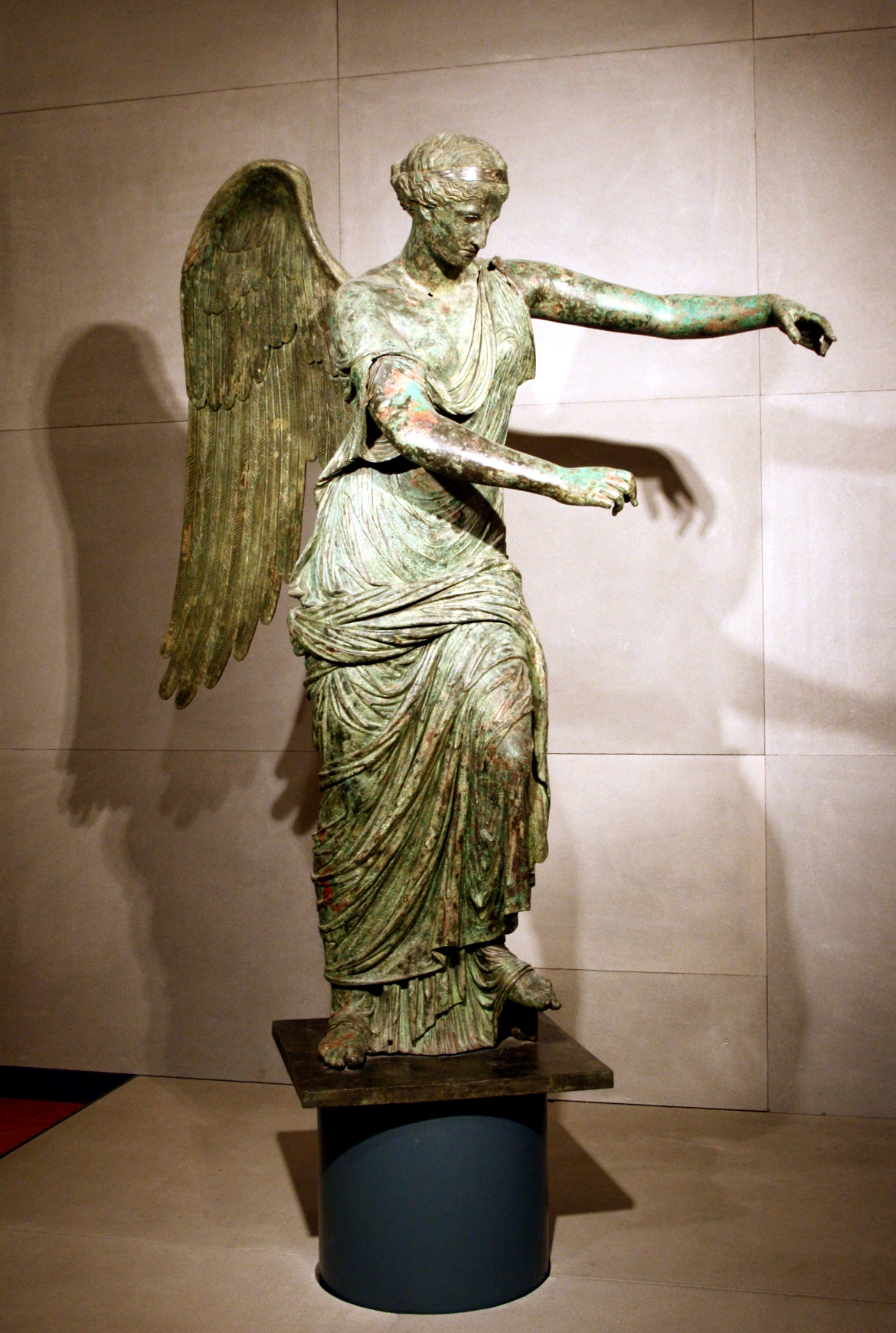
La Vittoria alata di Brescia.
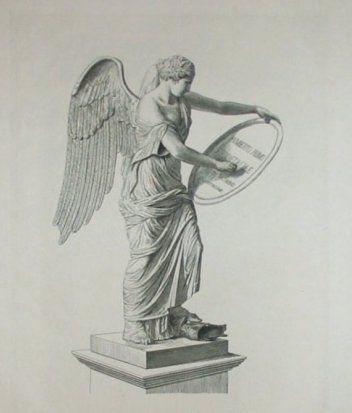
La Vittoria alata - acquaforte del 1888 con un clipeo iscritto.

Teatro

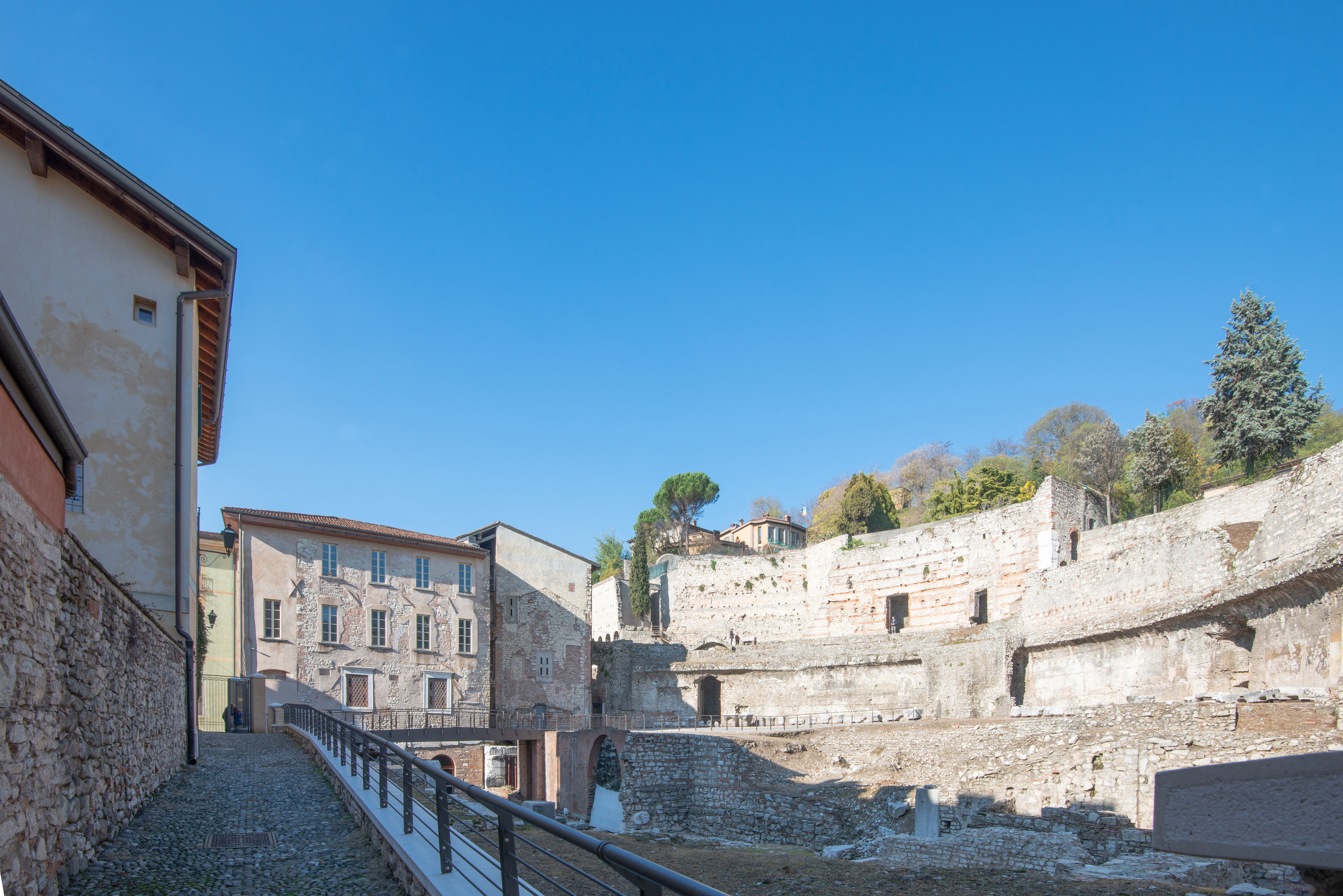
Il teatro romano visto da est (1)
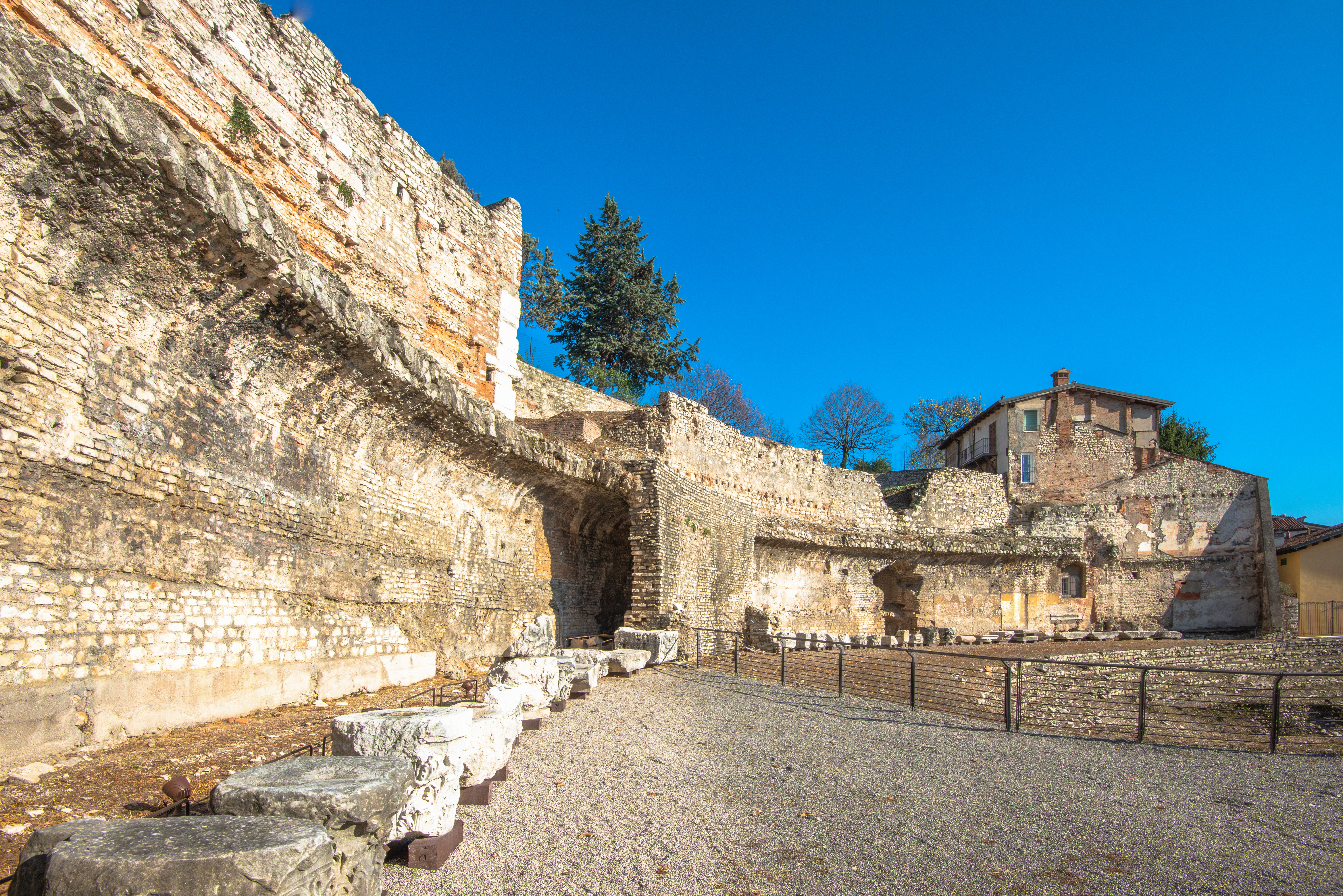
Una visione d'insieme del teatro con i capitelli disposti in fila (2)
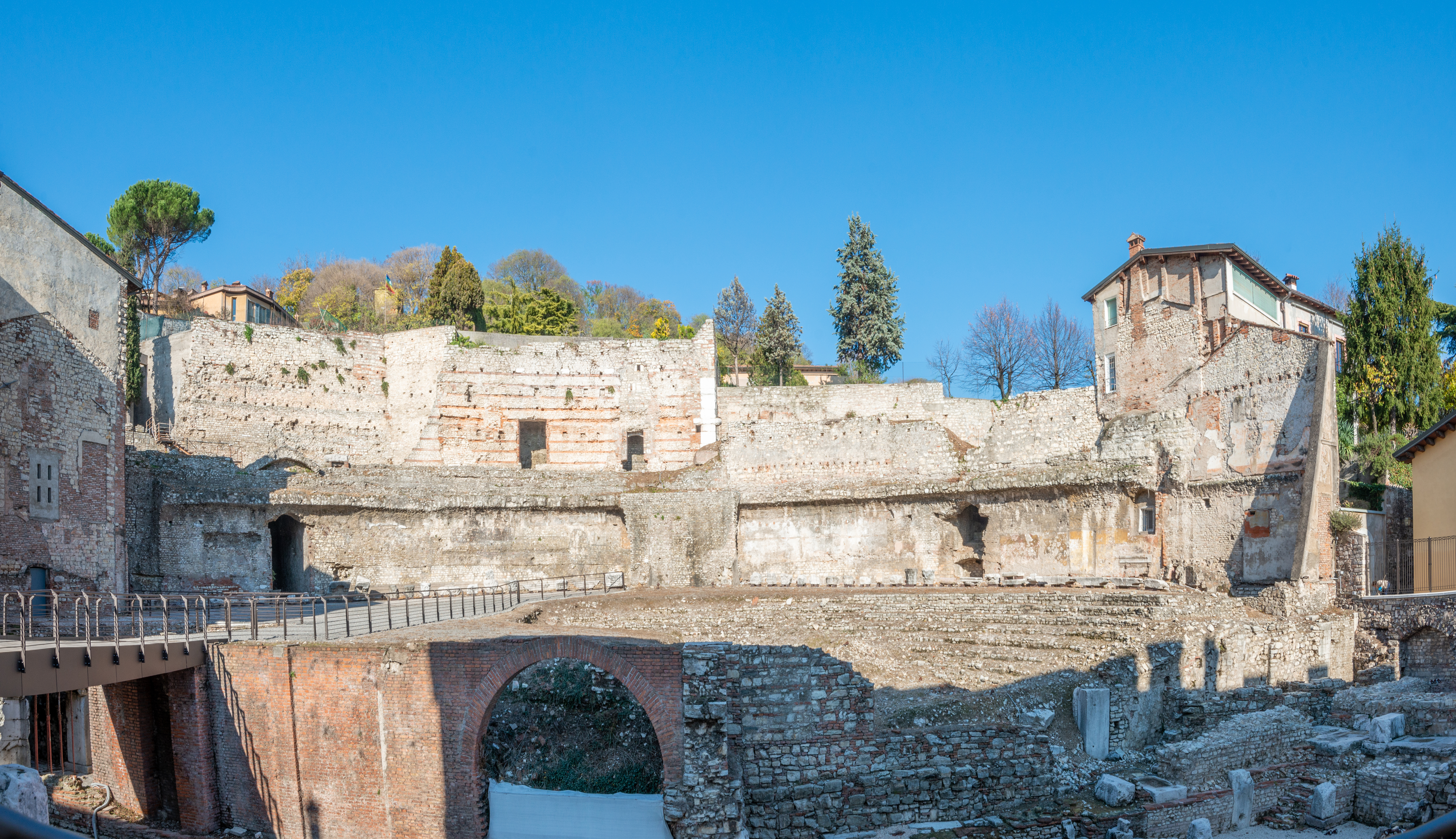
Il teatro romano visto da ovest (3)
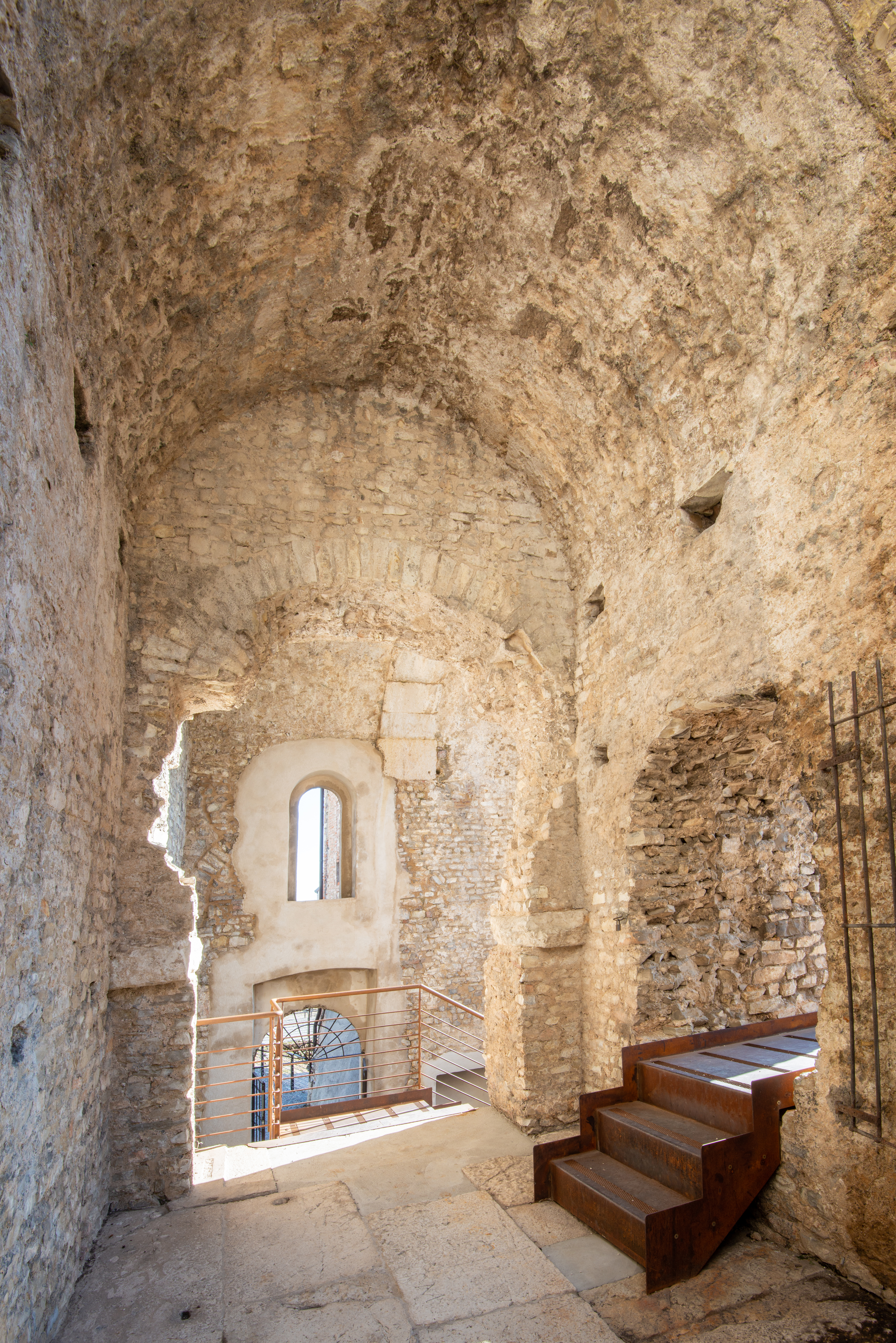
Volta interna di un corridoio del teatro romano (4)

Domus

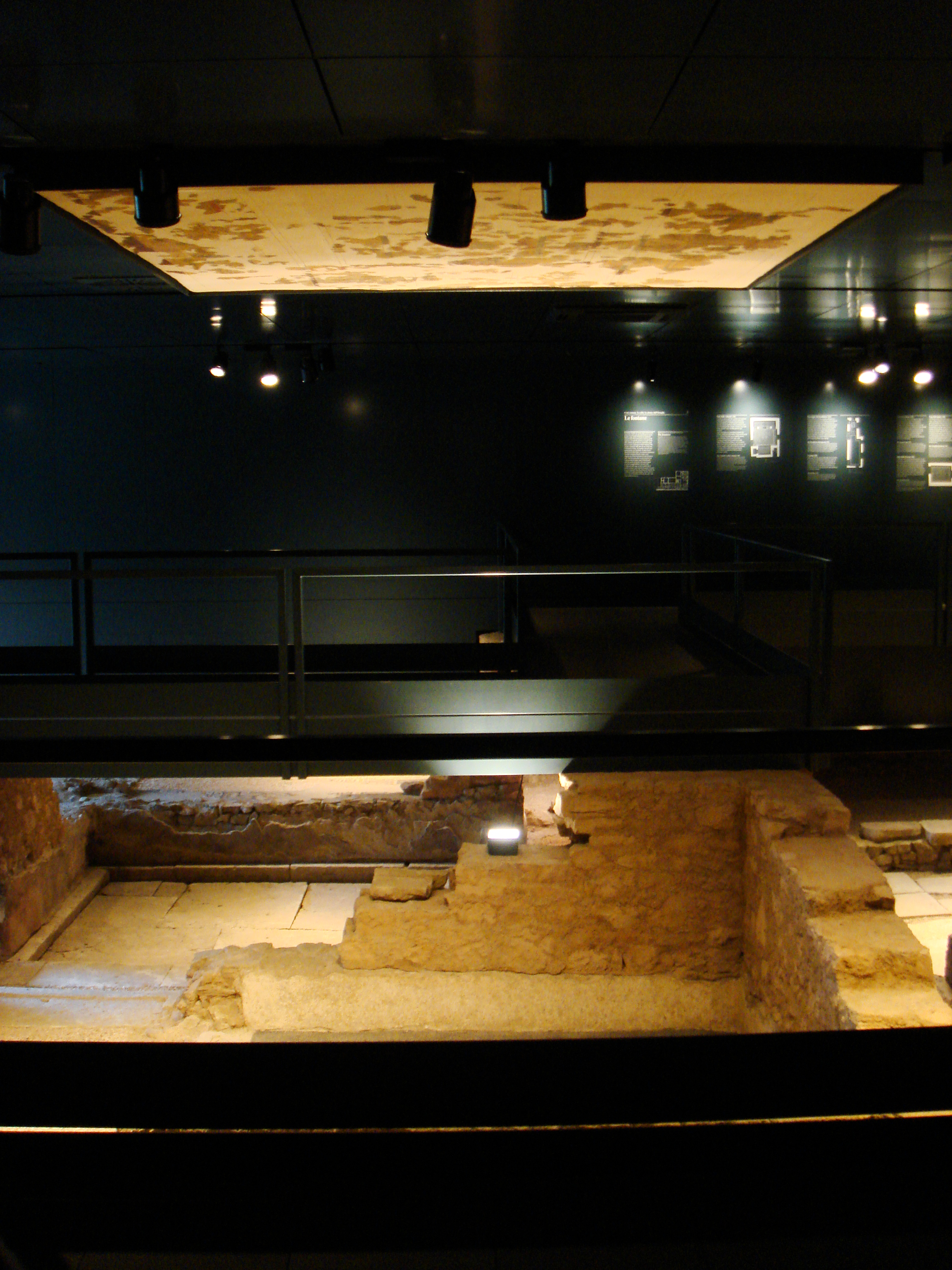
Domus dell'Ortaglia (1)
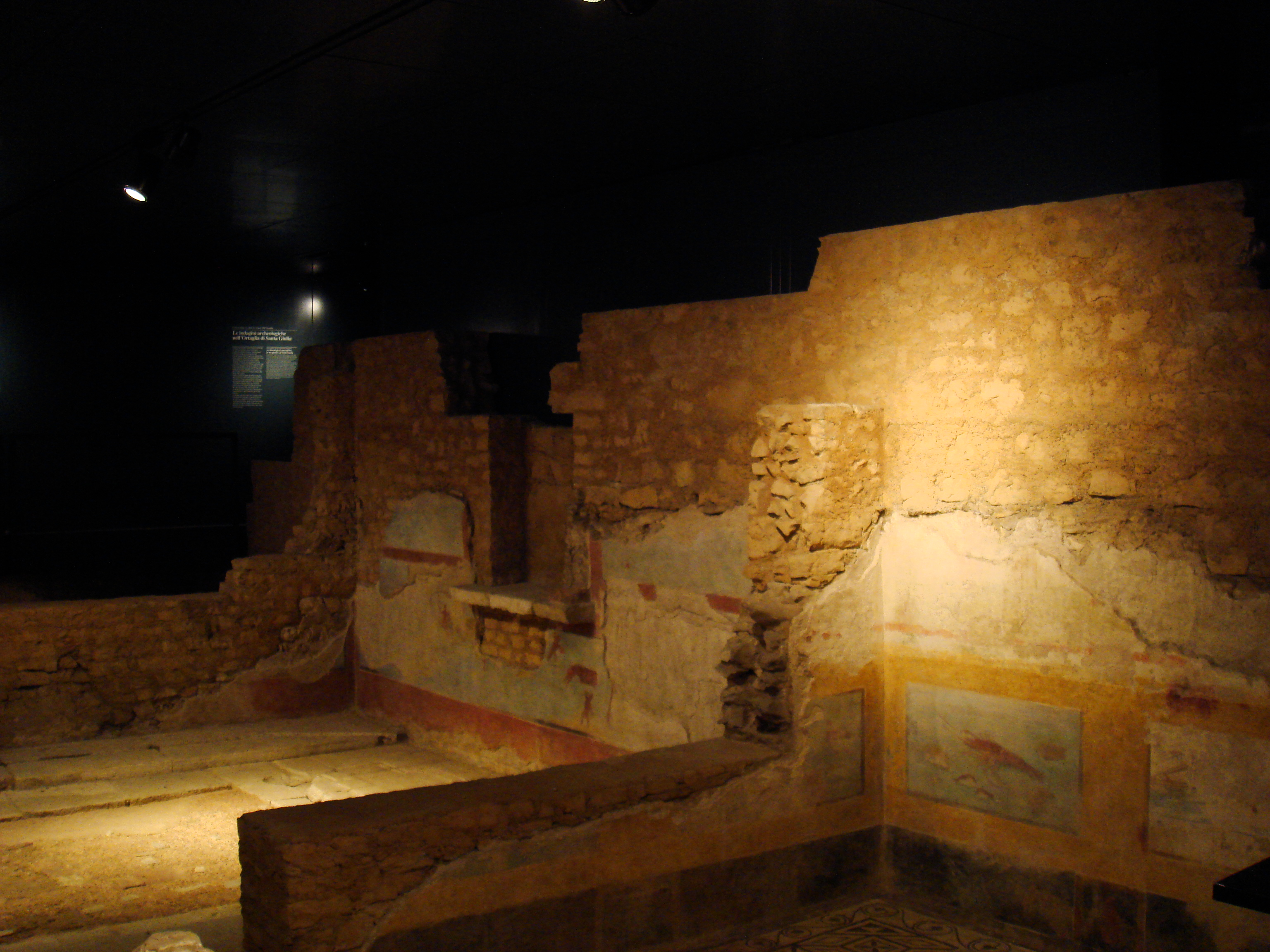
Domus dell'Ortaglia (2) - muri con resti di affreschi romani del secolo II d.C.
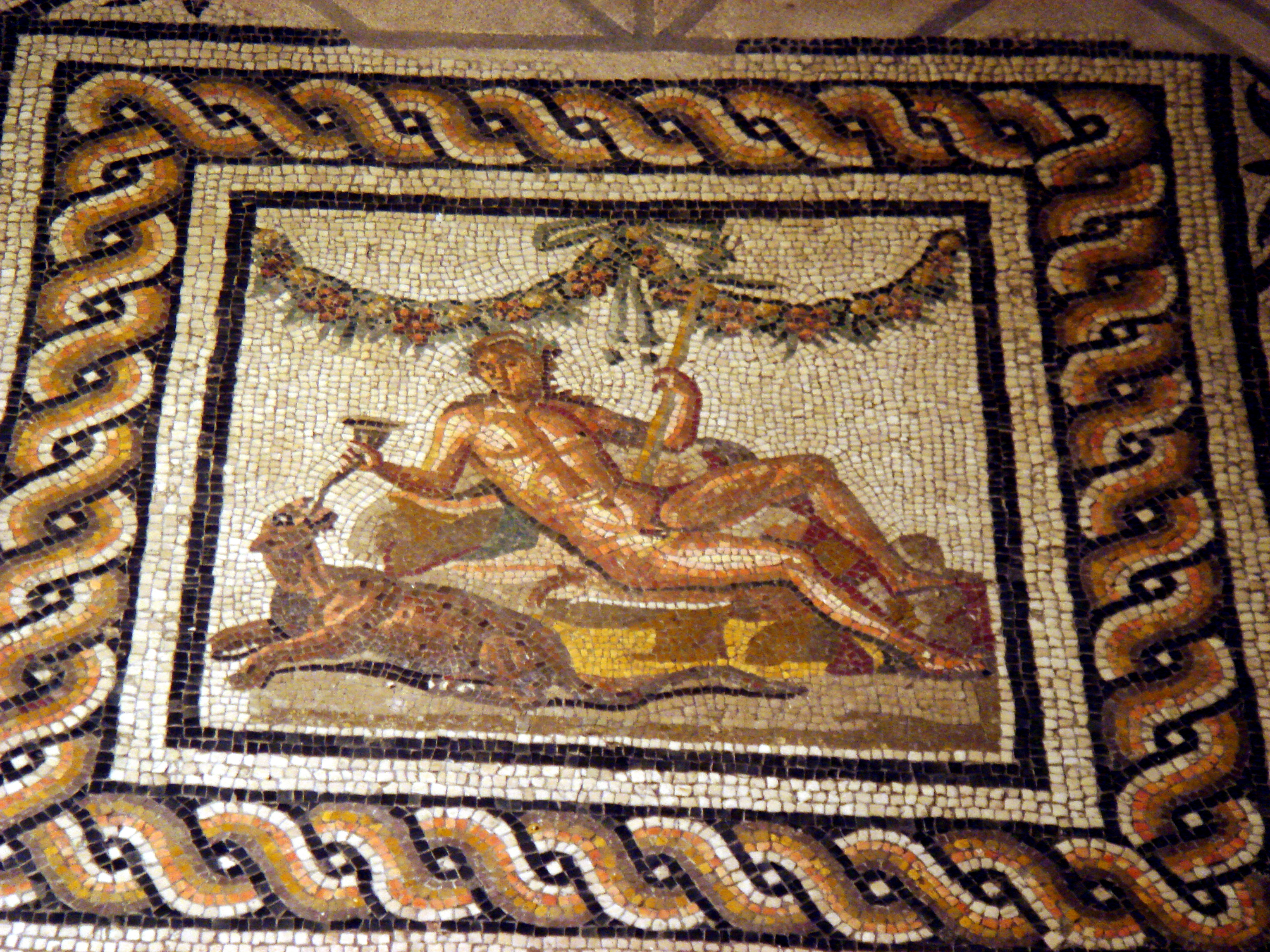
Domus dell'Ortaglia (3) - la raffigurazione musiva che ha dato il nome alla domus di Dioniso.
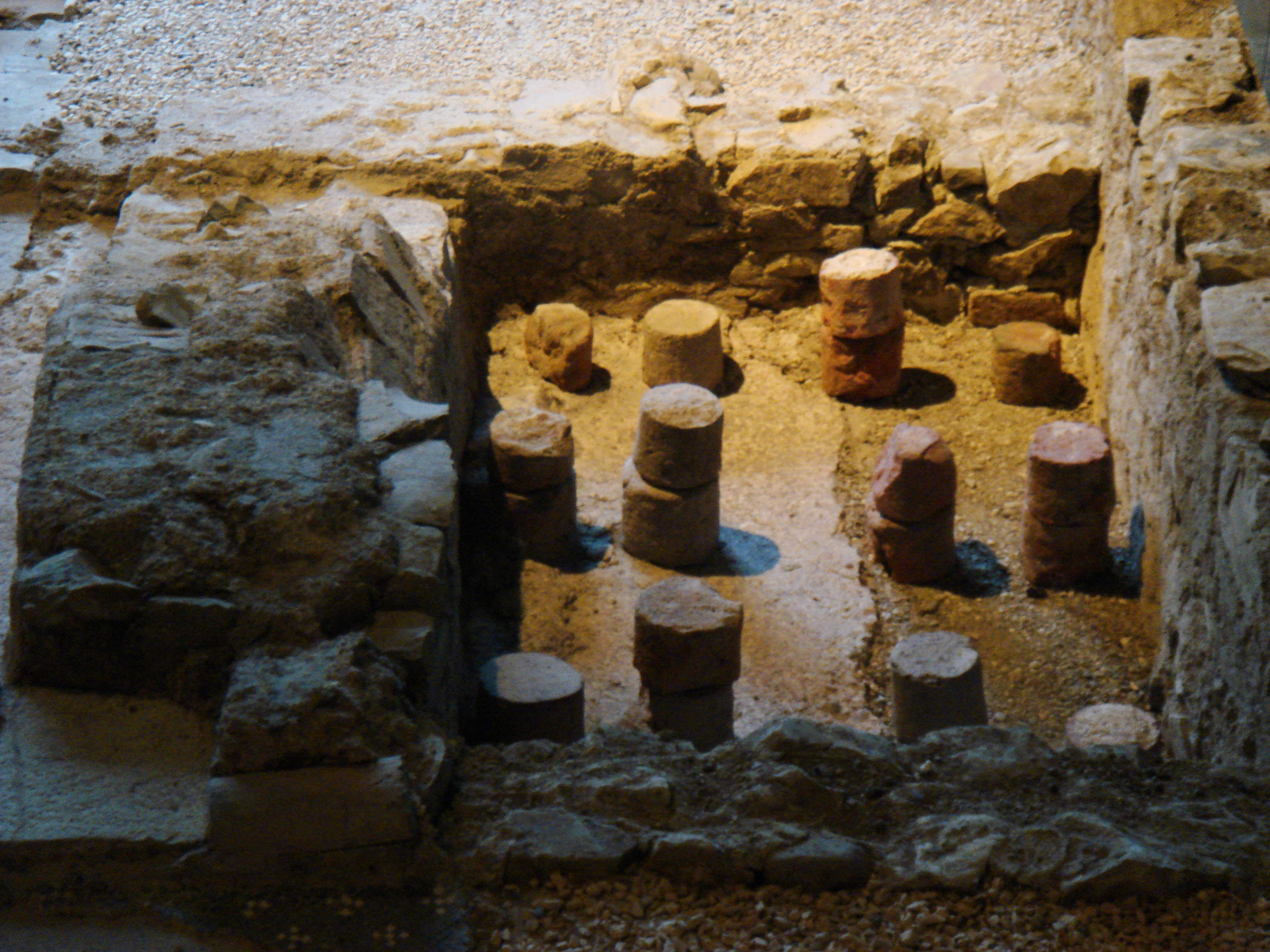
Domus dell'Ortaglia (4) - particolare dell'ipocausto della domus delle fontane.
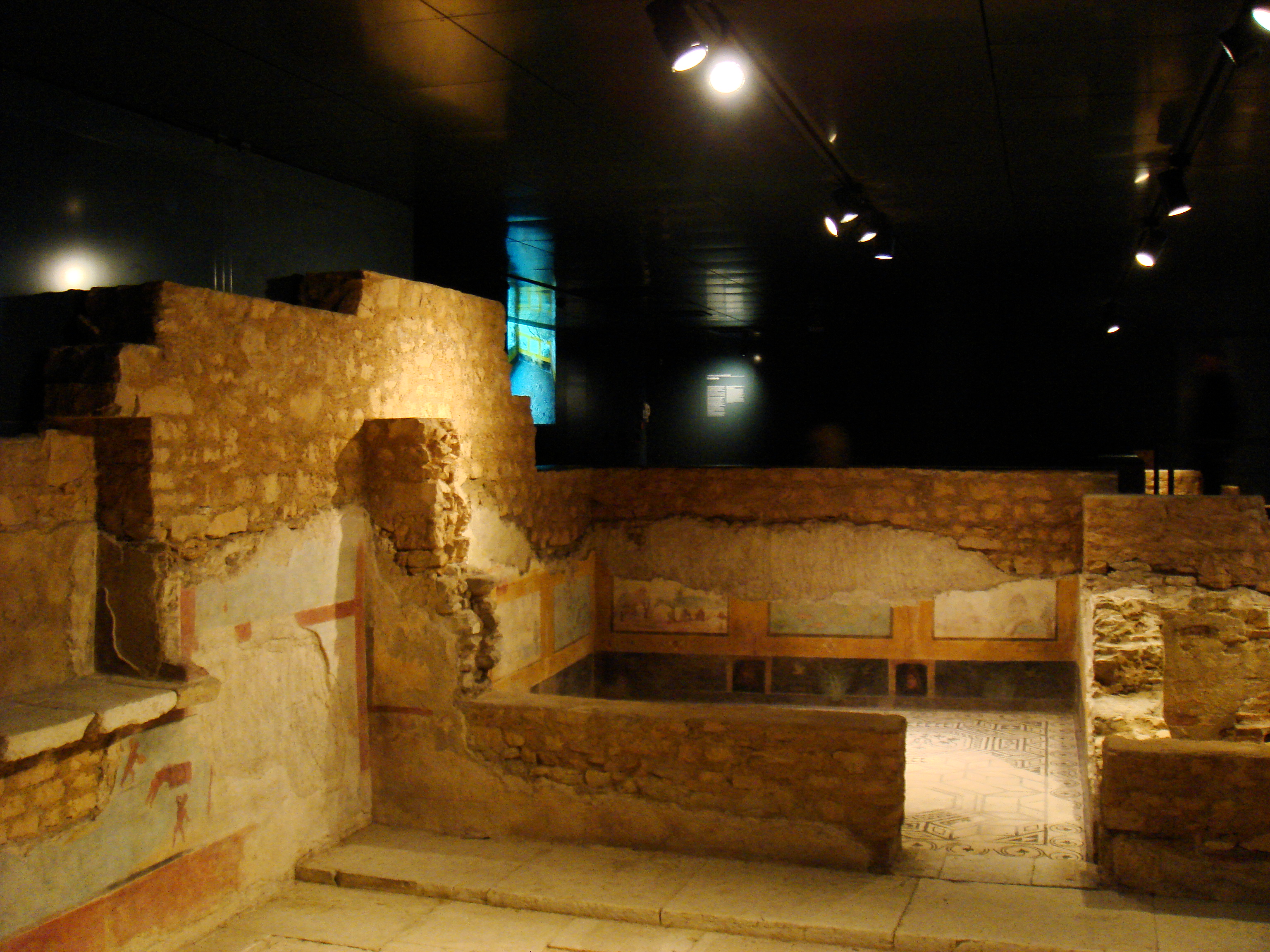
Domus dell'Ortaglia (5)
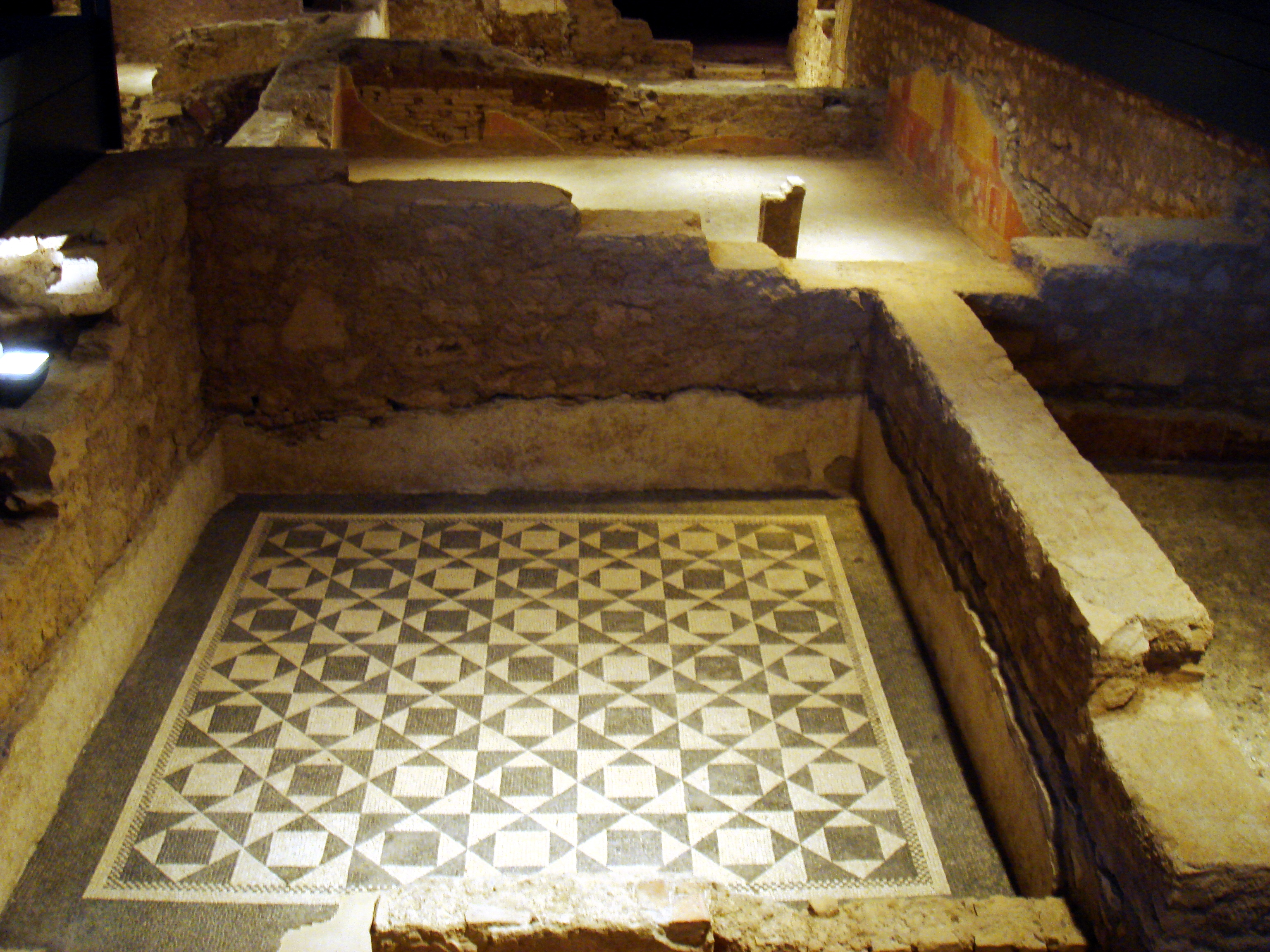
Domus dell'Ortaglia (5) - pavimento romano a mosaico, del secolo II d.C.

### Periodo romano tardo-imperiale (286-476 d.C.)
Nel 402 Brescia venne travolta delle orde gotiche di Alarico, fu saccheggiata dagli Unni di Attila nel 452, mentre nel 476 un guerriero Turclingio di nome Odoacre, alla testa di un esercito di Eruli, conquistò la pianura transpadana portando alla fine dell'Impero e facendo entrare Brescia nel suo dominio. Il Regno di Odoacre finì con l'avanzata degli Ostrogoti guidati dal loro re Teodorico poi detto il grande che nel 493 espugnò Brescia facendone uno dei suoi maggiori insediamenti insieme alla vicina Verona.
Durante la Guerra gotica (535-553), Brescia, guidata probabilmente dal conte goto Widin, fu, insieme alla vicina Verona, una delle ultime due città a resistere ai Bizantini, cadendo nelle mani di Narsete solo nel corso del 561/562.

#### Archeologia di Brixia tardo imperiale
A questo periodo o comunque al tardo III secolo, apparterrebbero i cosiddetti ritratti bronzei di Imperatori romani (quattro dei quali apparterrebbero ai cosiddetti Imperatori illirici), che furono scoperti nel 1826 presso il Capitolium e conservati presso il Museo di Santa Giulia.

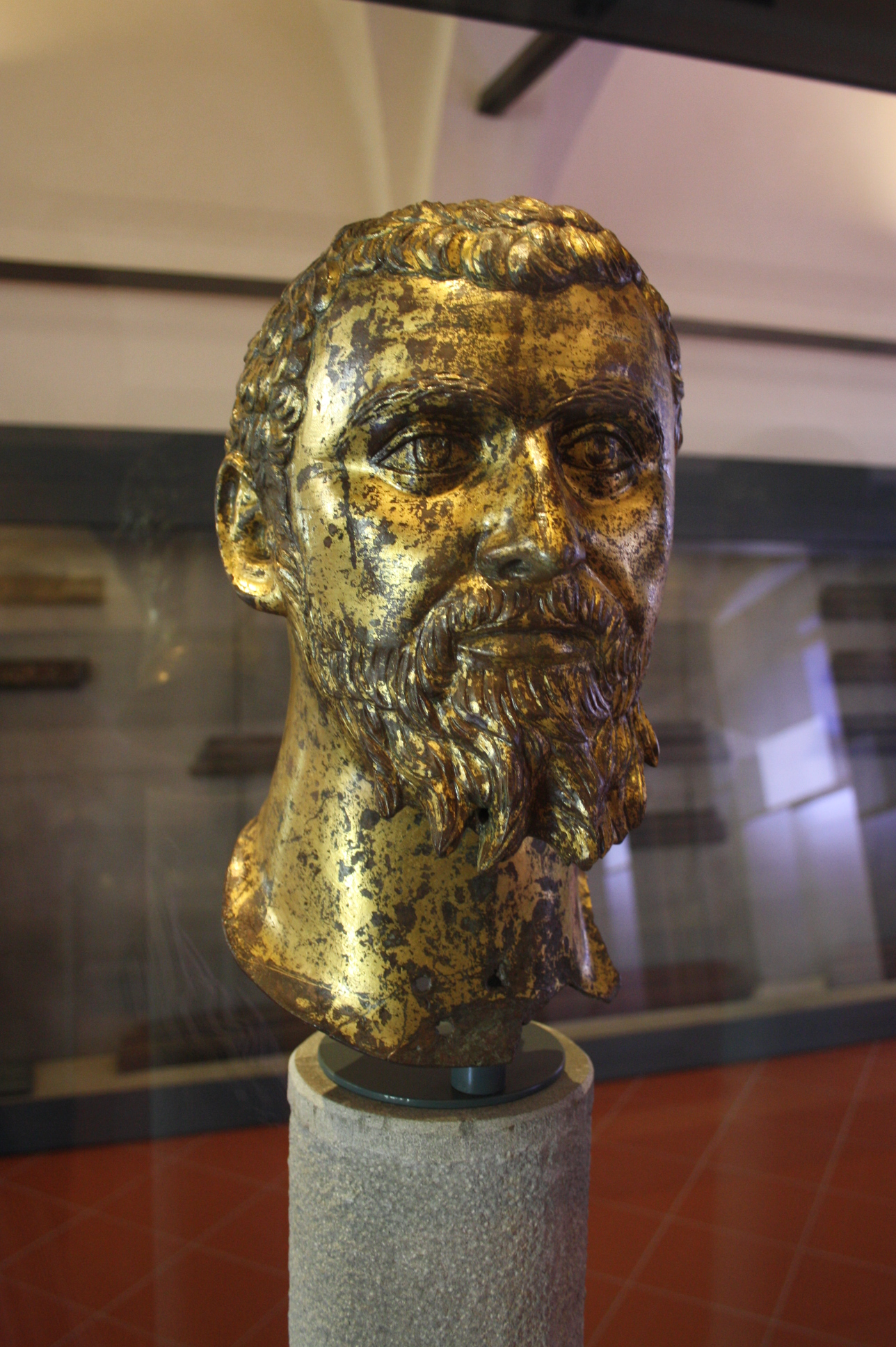
Ritratto dell'Imperatore Settimio Severo.
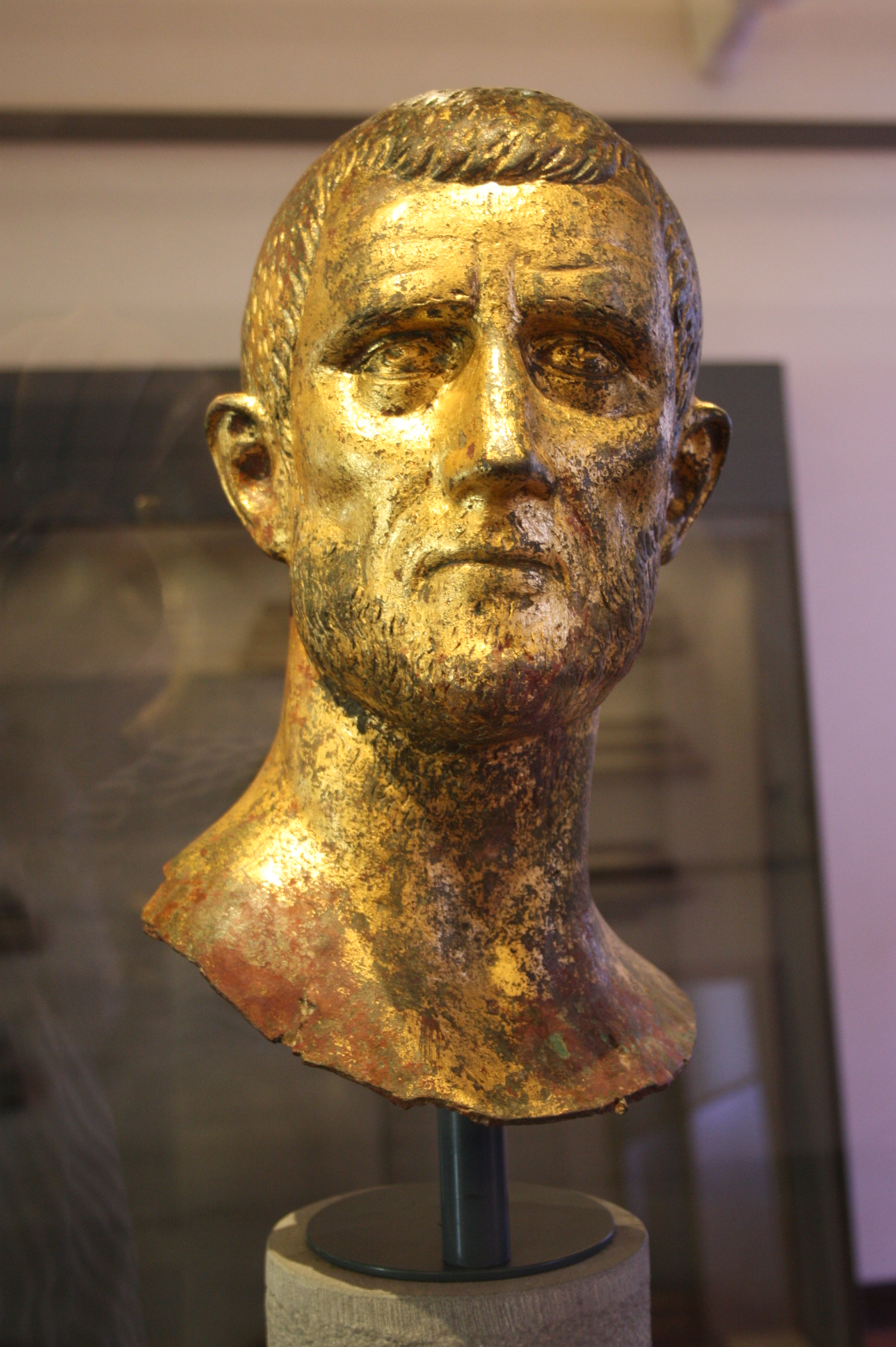
Possibile ritratto dell'Imperatore Claudio il Gotico (o di Aureliano, successore del primo).
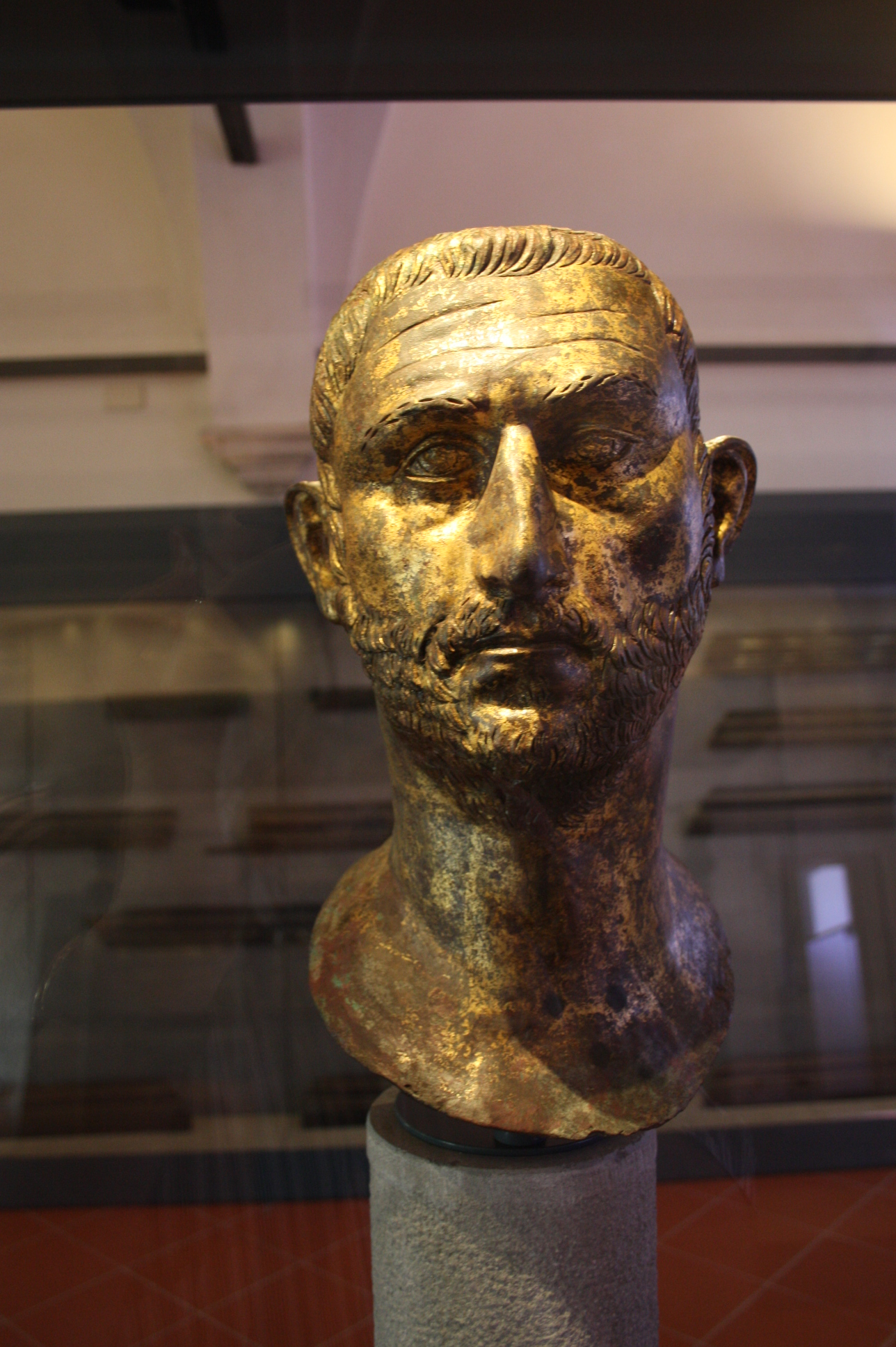
Possibile ritratto dell'Imperatore Probo.
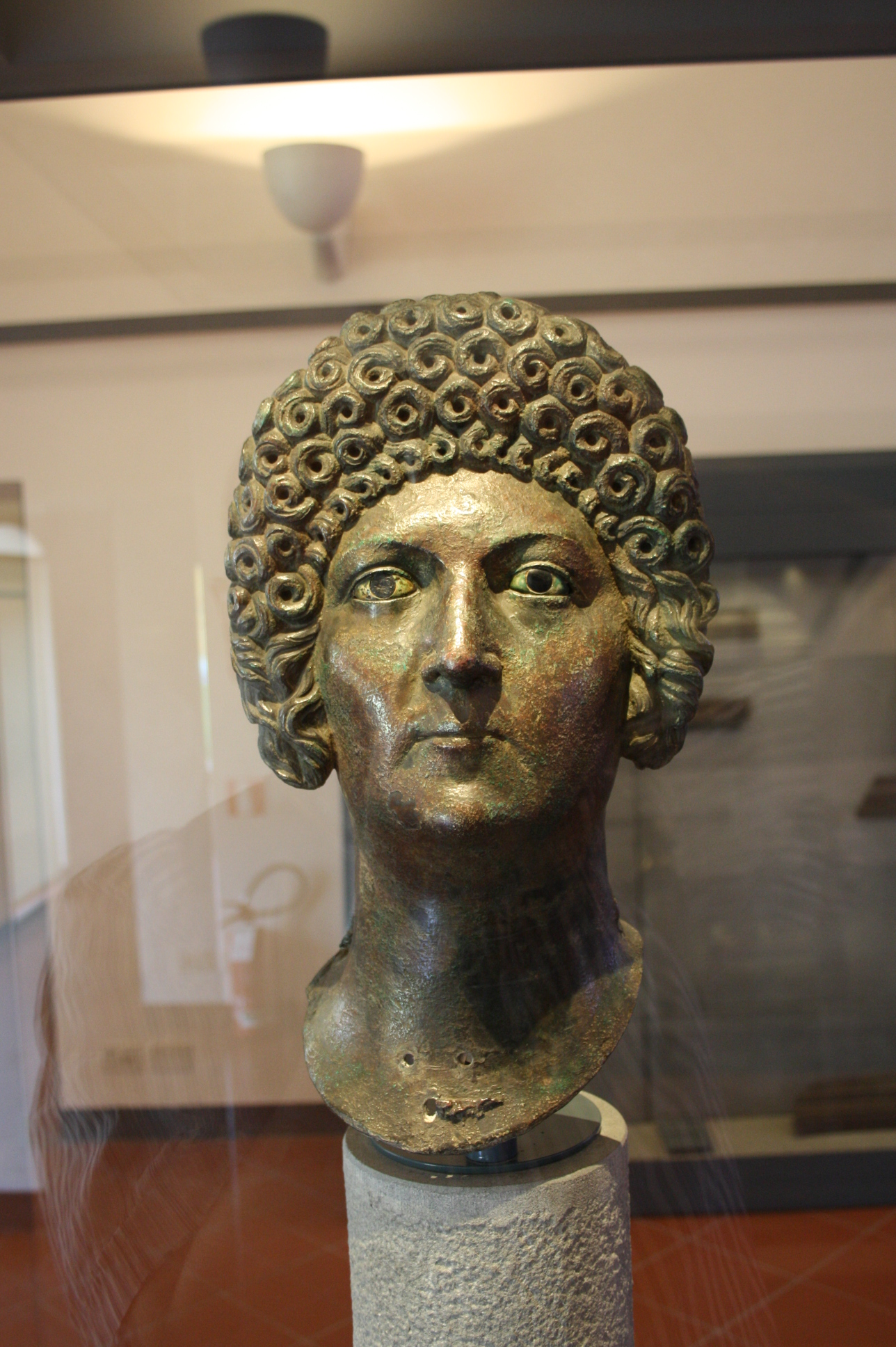
Possibile ritratto di Domizia Longina, di età flavia.

### Fonti primarie
- Appiano di Alessandria, Guerra illirica, traduzione inglese QUI Archiviato il 22 ottobre 2017 in Internet Archive..
- Cassio Dione Cocceiano, Storia romana, traduzione inglese QUI.
- Historia Augusta, testo latino e traduzione inglese QUI.
- Livio,
  - Ab Urbe condita libri (testo latino) ;
  - Periochae (testo latino) .
- Orosio, Storie contro i pagani, VII.
- Plinio il Vecchio, Naturalis Historia, III versione inglese QUI.
- Polibio, Storie, II; traduzione inglese QUI.
- Strabone, Geografia, V; traduzione inglese QUI.
- Svetonio, Vite dei dodici Cesari.
- Tacito, Storie, testo latino e traduzione inglese QUI.
- Zonara, L'epitome delle storie, VIII e XII; testo latino.
- Zosimo, Storia nuova, I-II traduzione inglese del libro I, QUI.

### Fonti secondarie
- Giacomo Malvezzi, Le cronache medievali, a cura di Gabriele Archetti, traduzione di Irma Bonini Valetti, Roma, Studium, 2016, ISBN 978-88-382-4439-1.